# История почты и почтовых марок Украины
История почты и почтовых марок Украины охватывает периоды развития почтовой связи на её территории во времена Киевской Руси, Русского государства, Российской империи, СССР и современной независимой Украины. Почтовые марки стали использоваться в обращении с середины XIX века; первоначально это были австрийские и российские, а на протяжении большей части XX века — советские марки. Самостоятельные выпуски имели место от имени временных государственных образований, оккупационных администраций и некоторых других украинских организаций. Украина является членом Всемирного почтового союза (ВПС; с 1947). С 1992 года выходят почтовые марки независимой Украины.

## Развитие почты

### Ранняя история

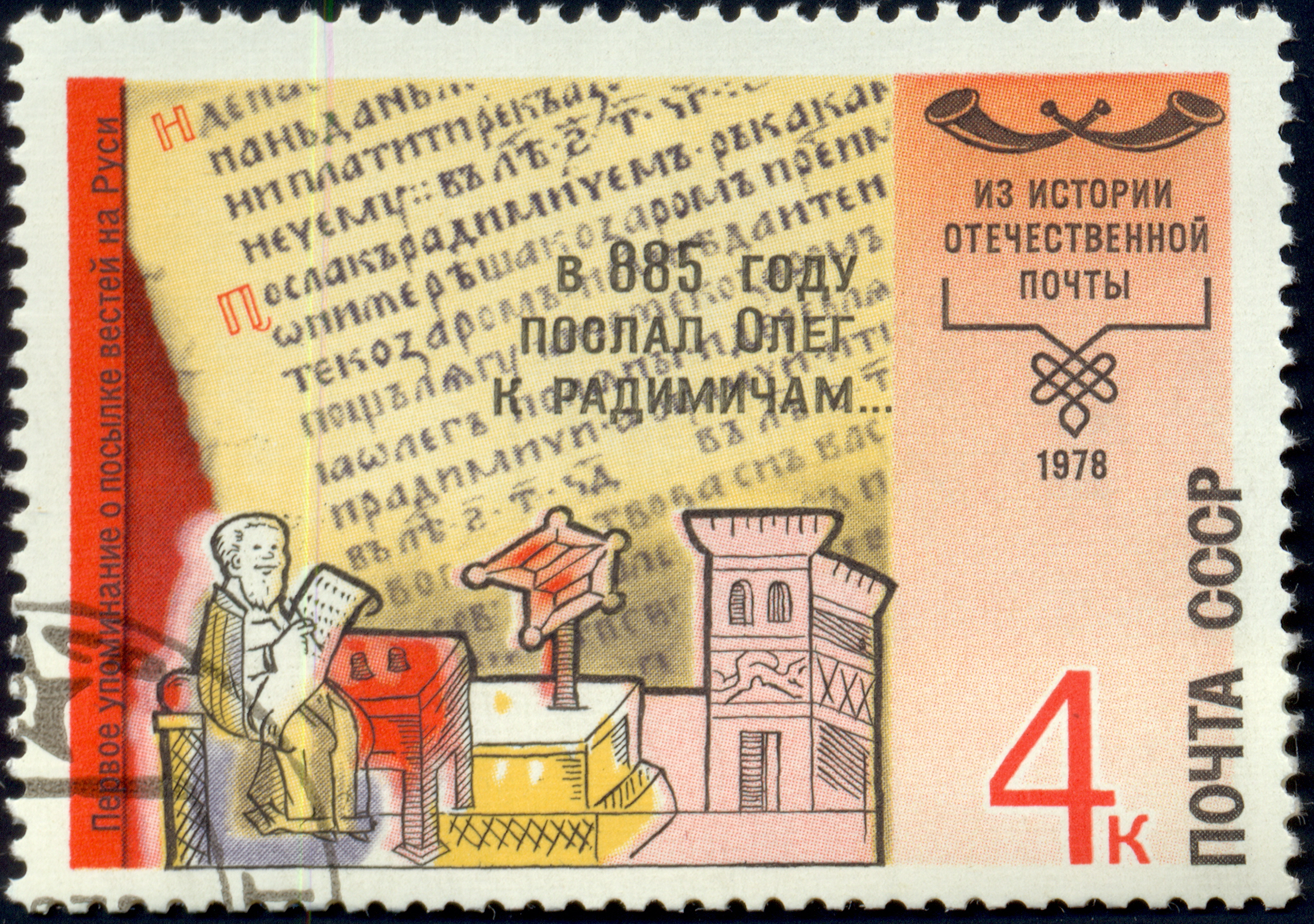
Марка СССР, выпущенная в серии «Из истории отечественной почты» (1978). Первое упоминание о посылке вестей на Руси: «В 885 году послал Олег к радимичам…». Нестор Летописец. Миниатюра из Радзивиловской летописи, конец XV века

История почты на территории современной Украины ведёт своё начало со времён Киевской Руси и насчитывает более тысячи лет. В Киевской Руси в X веке существовал «повоз» — обязанность населения предоставлять лошадей «от стана к стану» для княжеских гонцов и слуг. В XIII веке появились первые почтовые станции, а к XV—XVI векам почтовая связь установилась по всей Руси.
Дальнейшее развитие почтовой службы на территории Восточной Украины связано с формированием русского государства со столицей в Москве (украинские города были соединены с ней ямами), а затем Российской империи.
В Киеве почта берёт начало с марта 1669 года, когда гетман Левобережной Украины Демьян Многогрешный подписал с московским правительством соглашение, так называемые «Глуховские договорные статьи». Одна из статей данного соглашения предусматривала «устраивать в малороссийских городах почту по московскому образцу». Через пять лет начали принимать письма от населения, имели почтовый двор на Подоле, конюшню на 40 коней. Однако почтовое дело продвигалось медленно и в конце XVII века совсем пришло в упадок.

### XVIII век
В 1725 году Екатерина I издала Указ об учреждении почтового двора на Подоле, подчинённого городскому магистрату.
В 1765 году при организации Государственной конной почты на Левобережной Украине в Киеве избирали почтмейстера и двух почтальонов. В начале 1769 года Киевскую почту передали в ведение Московского почтамта. 21 августа (3 сентября) 1775 года почтдиректор Борис Пестель написал письмо в Киевскую губернскую канцелярию, котором сообщалось об указе Коллегии иностранных дел относительно учреждения в Киеве почтовой конторы. В 1782 году контора была преобразована в губернский почтамт, который со временем перевели в Печерскую крепость, где находились Присутственные места, а потом снова возвратили на Подол.
В середине XVIII века в Российской империи при оплате почтовых услуг взималось по деньге (½ копейки) с золотника (≈ 4,3 г) за 100 вёрст (≈ 106,7 км), так что письмо от Москвы до Киева (852 вёрст) оплачивалось в размере 4,52 копейки с золотника.
В 1783 году за весовую единицу был принят лот, или три золотника (≈ 12,8 г), и с каждого письма в лот (или менее лота) было установлено взимать по 2 копейки за 100 вёрст; менее же 100 вёрст — по 1 копейке и т. д. по расчислению вёрст.

### XIX век
В XIX столетии развитие почты в Российской империи, включая Украину, претерпело существенные изменения. Так, в 1827 году были устроены почт-дилижансы для перевозки почты и пассажиров по белорусскому тракту от Санкт-Петербурга через Могилёв, Киев и Житомир до Радзивилова. С 1852 года было открыто регулярное движение почтово-пассажирских дилижансов по линии Москва — Харьков.
После почтовой реформы 1830 года контора в Киеве, в чьём подчинении находились уездные учреждения, имела второй класс и штат из 23 служащих. Первое городское почтовое отделение открылось 1 июня 1840 года в Печерской части города. Как контора, так и почтамт неоднократно меняли своё место расположения. С 1850 года контора утвердилась на Крещатике. Второе в Киеве городское отделение открылось 2 декабря 1852 года при городской Думе на Подоле. С конца 1880-х годов открылись отделения на Лукьяновке, Галицком и Троицком рынках, в предместье Демиевка. Газета «Паровоз» 11 апреля 1869 года писала о выросших нуждах в почтовых услугах и сообщала о местоположениях почтовых ящиков в городе.

Оригинальные марки на художественных маркированных конвертах и конверты Украины с сюжетами по истории почты
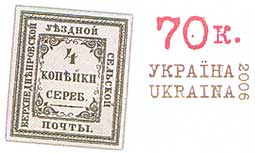
140 лет Верхнеднепровской земской почте (2006)
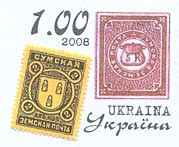
140 лет Сумской земской почте (2008)
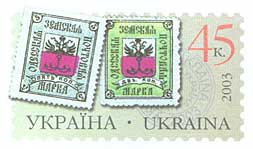
125 лет Одесской земской почте (2003)
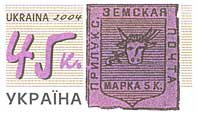
125 лет Прилуцкой земской почте (2004)
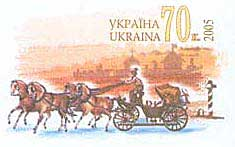
100 лет Днепропетровскому почтамту. Почтовый дилижанс (2005)
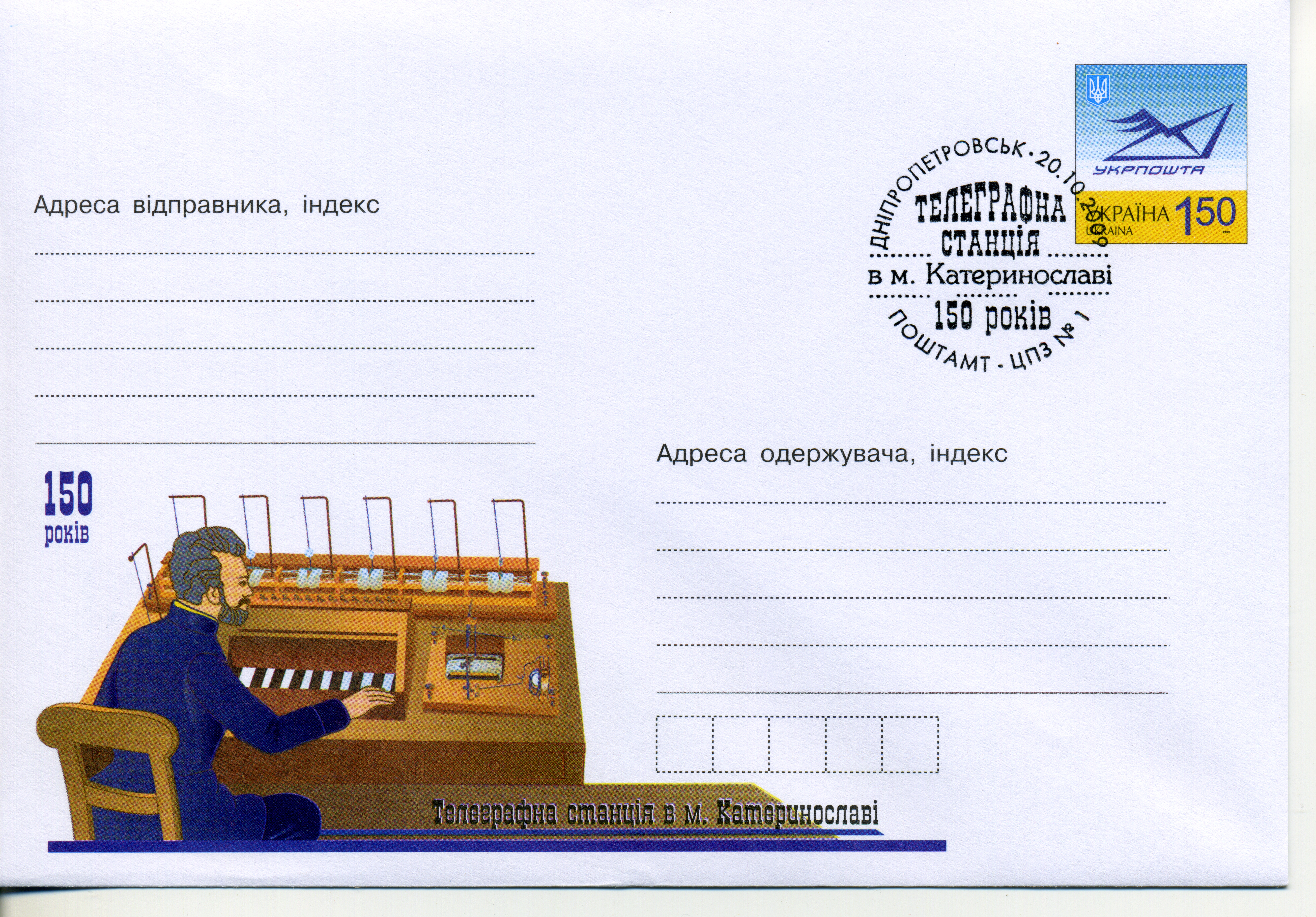
150 лет телеграфу в Екатеринославе (2009)
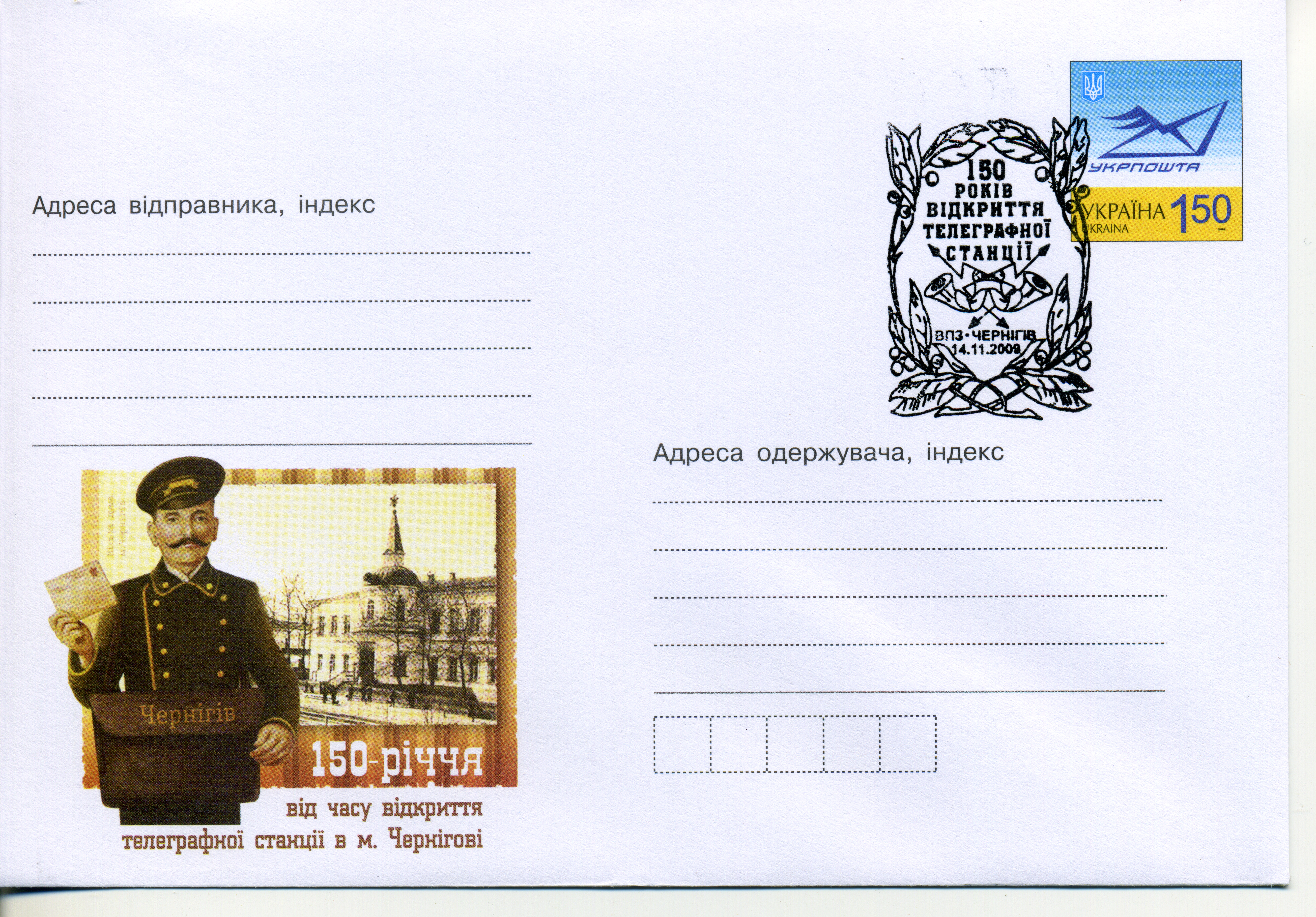
150 лет телеграфу в Чернигове (2008)
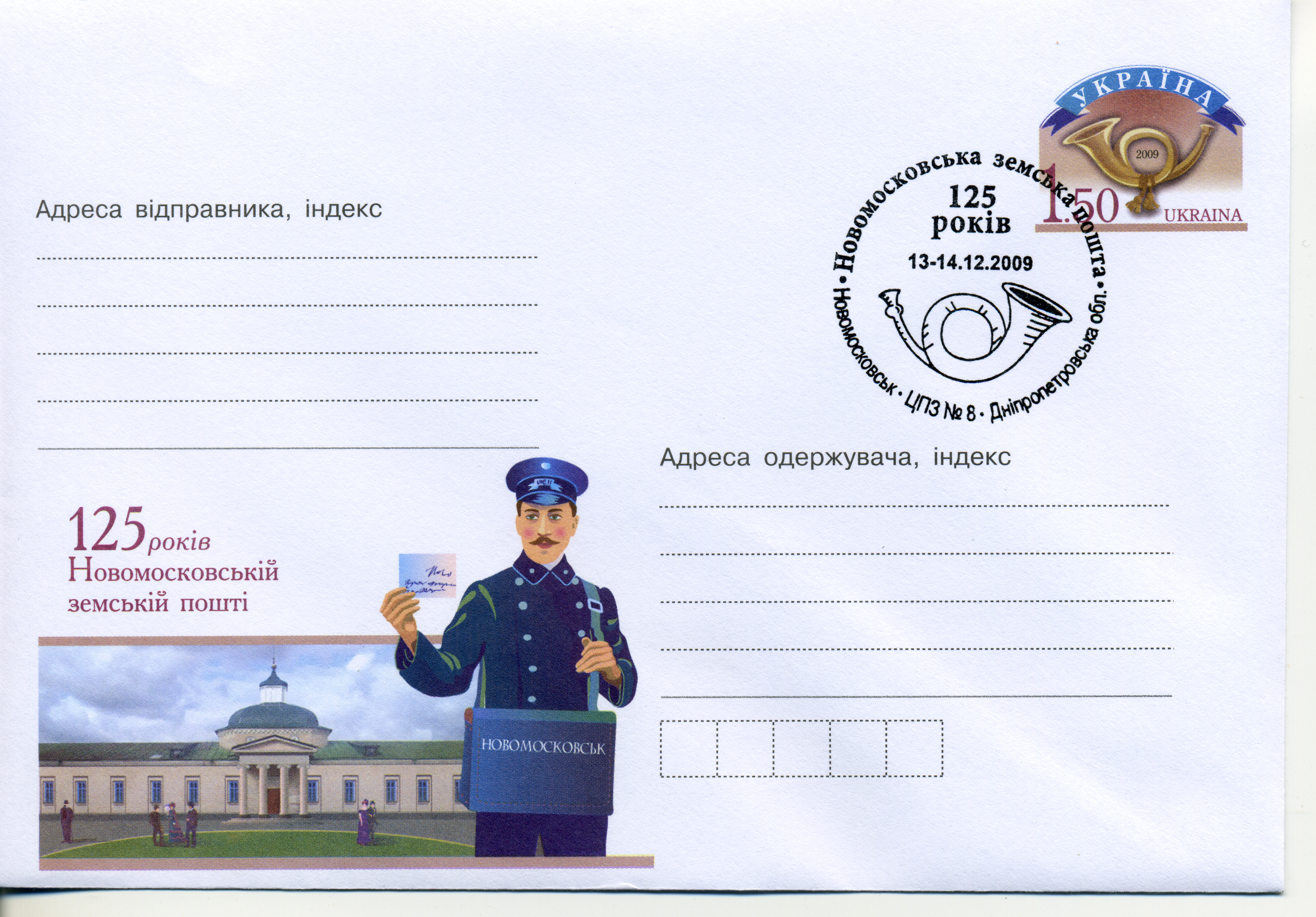
125 лет Новомосковской земской почте (2009)

Первые почтовые марки появились на украинских землях в середине XIX века и были выпущены почтовыми ведомствами Австрии (1850) и Российской империи (1857). В 1864 году в России были созданы уездные земские управы с правом организации местной почты. За время существования земских почт в 1865—1917 годах все земства издали 2427 марок, в том числе на Украине 827 марок в 43 уездах и 15 цельных вещей в четырёх уездах. Земства в Верхнеднепровском уезде на Екатеринославщине и в Днепровском уезде (Таврия) первыми на Украине выпустили почтовые марки в начале 1866 года.

Примеры земских почтовых марок, имевших хождение на территории Украины
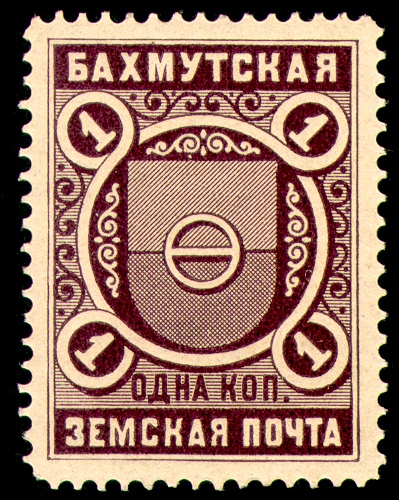
Бахмутский уезд (1901, Чучин[5] № 1)
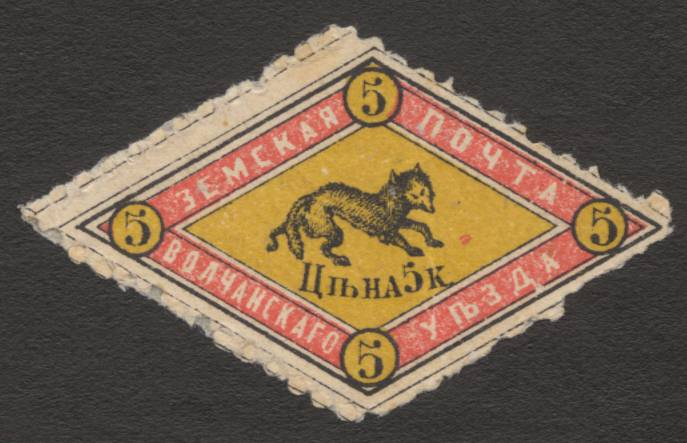
Волчанскский уезд (1883, Чучин № 2)
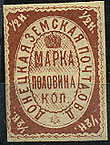
Донецкий уезд (1879, № 1)
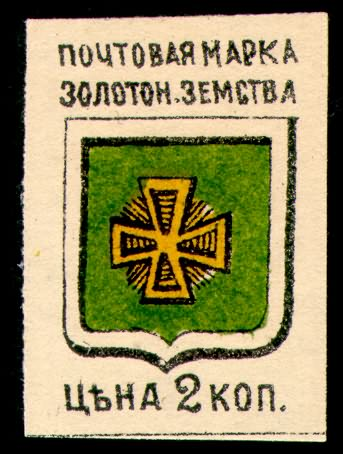
Золотоношский уезд (1890, Чучин № 4)
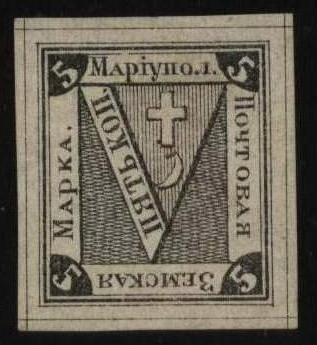
Мариупольский уезд (1875)
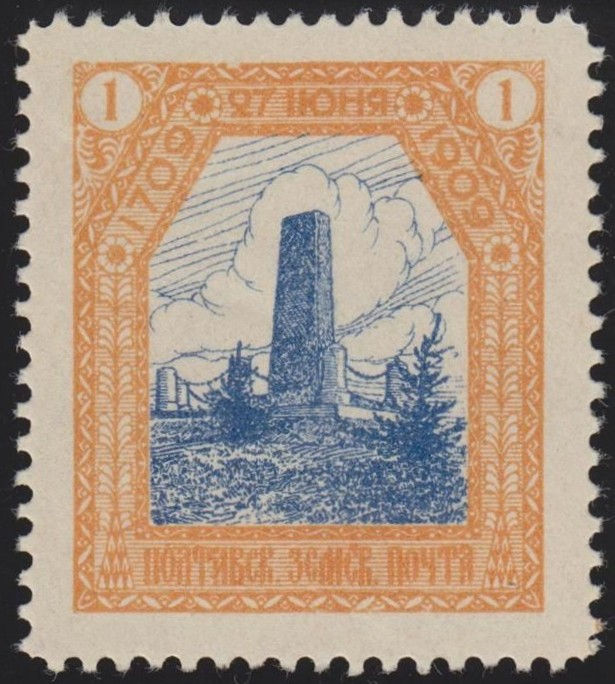
Коммеморативная марка Полтавского уезда к 200-летию разгрома шведов под Полтавой (1909)
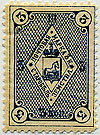
Старобельский уезд (Шмидт[6][7] № 27)
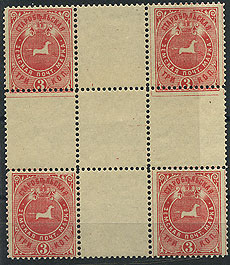
Старобельский уезд (Шмидт № 38[6], «Крест», в прошлом из коллекции Фаберже)

К концу XIX века, помимо обычных почтовых отправлений, в Житомире, Киеве и Одессе, как и в некоторых других крупных городах России, была введена доставка на дом денежных и ценных пакетов на сумму не свыше 100 рублей.
Первые попытки организации почтовых услуг в Николаеве датируется концом 18 века. Но, первые почтальоны появились не в Николаеве, а Ольвиополе (Первомайске). Это было вызвано тем, что Екатерина II отправила письмо с результатами переговоров между Россией и Турцией. Путь, по которому он ехал, стал первым в Николаевской области почтовым трактом. На протяжении многих лет этой дорогой доставлялись письма и посылки.
Новый почтовый тракт сообщал Ольвиополь, Бендеры, Яссы и Бухареста. Историки определили, что Ольвиопольская почта была первым почтовым отделение на юге Украины.
В то время государственная почта работала за символическую оплату. Содержались государственные почтовые отделения за счет казны. Поэтому их услуги стоили копейки. Но одновременно с государственной почтовой службой появилась частная почта. Их услуги стоили дороже, поскольку это был единственный доход почтовых перевозчиков. Они не имели шансов получать дотации от государства.
Но в начале появления почты николаевские почтальоны носили полноценную форму, которая служила их отличительной чертой.
Вариант формы утвердили в конце 1818 года. Было принято решение, что форма почтальонов будет состоять из красного суконного кафтана, белого пояса. Надевался кафтан поверх обычной одежды. Но, она должна была быть выдержана в темных тонах. Черные брюки, белая рубашка. Фуражка также была красного цвета.

## Выпуски почтовых марок

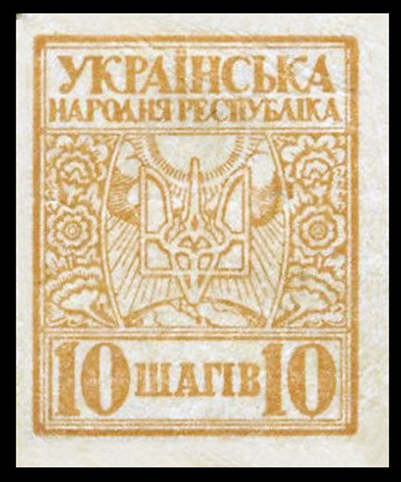
Первая почтовая марка Украины (УНР, 1918 год(Sc #1)). Художник А. Середа

### Марки УНР и Украинской державы

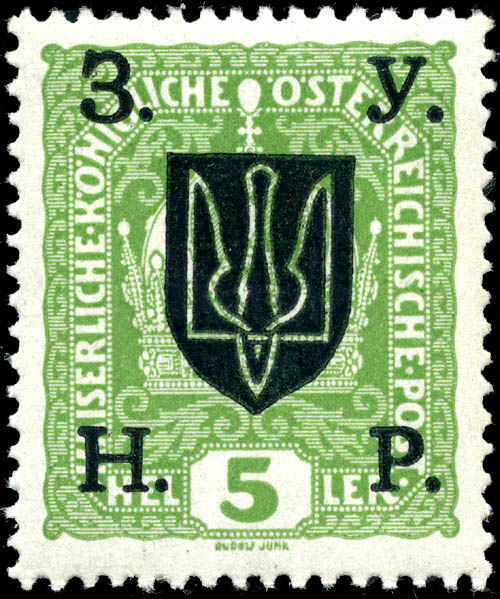
Марка Западно-Украинской Народной Республики номиналом в 5 геллеров(Sc #77)

Созданное в конце 1917 — начале 1918 года, в результате Октябрьской революции и распада Российской империи, первое независимое украинское государство — Украинская Народная Республика (УНР) — выпустило первые украинские марки с оригинальным рисунком, около 130 государственных марок с надпечатками трезубца, а также пять выпусков собственных открыток, одну почтовую карточку и один почтовый перевод. Рисунки для марок Украины того периода выполнили Г. Нарбут (восемь марок), Н. Ивасюк (шесть марок), А. Середа (три марки) и Л. Обозненко (одна марка).

### Марки ЗУНР

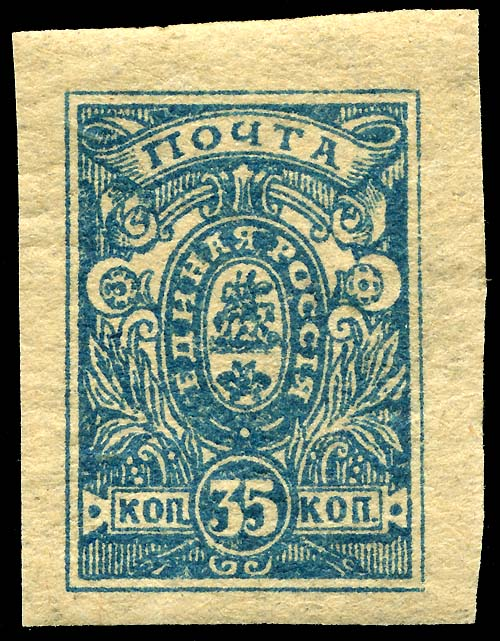
Марка Главного командования Вооружёнными силами Юга России (1919): «Единая Россія»

В конце 1918 — начале 1919 года в восточной Галиции существовало самопровозглашённое независимое государство — Западно-Украинская народная республика (ЗУНР), выпускавшее собственные почтовые марки.

### Другие марки периода Гражданской войны
В годы Гражданской войны на территории Украины производились выпуски знаков почтой оплаты Крымского краевого правительства, Главного командования Вооружёнными силами Юга России, Управления Волынской земли и некоторые другие.

### Марки УССР

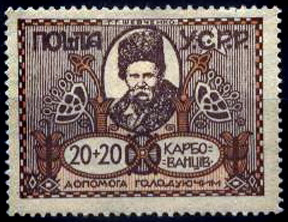
Почтово-благотворительная марка Украинской ССР (1923): Тарас Шевченко

Почтовые выпуски Украинской ССР выходили в 1919—1922 годах в виде надпечаток на марках и в 1923 году в виде почтово-благотворительной серии Помгола. В дальнейшем использовались почтовые марки Советского Союза. В 1947 году УССР стала членом ВПС.

### Марки Карпатской Украины
Выпуски почтовые марок в Закарпатской Украине прослеживаются с середины XIX века, в том числе в период непродолжительной независимости в середине XX века, после которого почта Закарпатской области стала частью почтовой системы СССР, а с 1991 года — современной Украины.

### Вторая мировая война

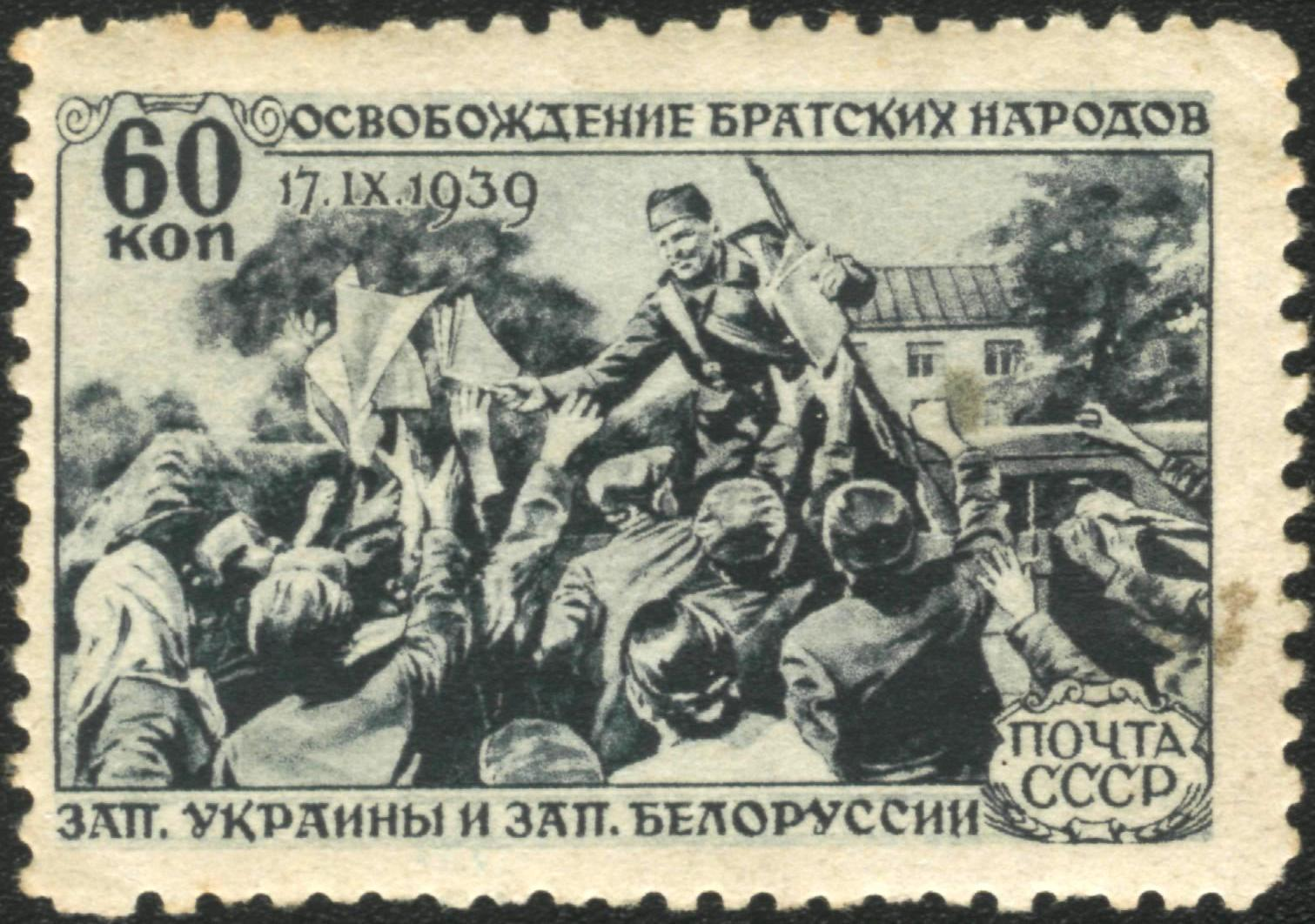
Марка СССР (1940) из серии «Воссоединение Западной Украины с УССР и Западной Белоруссии с БССР (сентябрь 1939)»

Во время Второй мировой войны на 18 почтовых марках Германии с портретом А. Гитлера, номиналом от 1 до 80 пфеннигов, немцы сделали 14 ноября 1941 года надпечатку нем. «Ukraine» («Украина»), а в 1943 году сделали это ещё на двух почтовых марках.
Кроме того, было выпущено ещё восемь марок временных местных почт, а также сделаны другие выпуски или перепечатки, в основном с надписью нем. «Deutsche Hilfspost» (59 марок). Среди них были следующие почтовые марки и почты (в скобках указан период обращения): в Сарнах (с 1 октября по 4 декабря 1941 года), в Александрии (с 15 декабря 1941 года по 16 мая 1942 года), в Вознесенске (с апреля по 30 июня 1942 года) и в других пяти уездах (в 1944 году).
После отступления советских войск из Коломыи местная украинская власть «украинизировала» одну советскую открытку (3 июля 1941).
Частично отдельные территории Украины входили в рейхскомиссариат Остланд, для которого использовались собственные почтовые марки.

Выпуски рейхскомиссариатов Украина и Остланд (начало 1940-х годов)
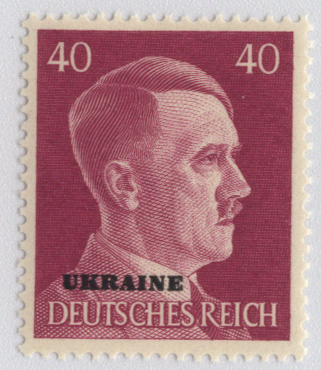
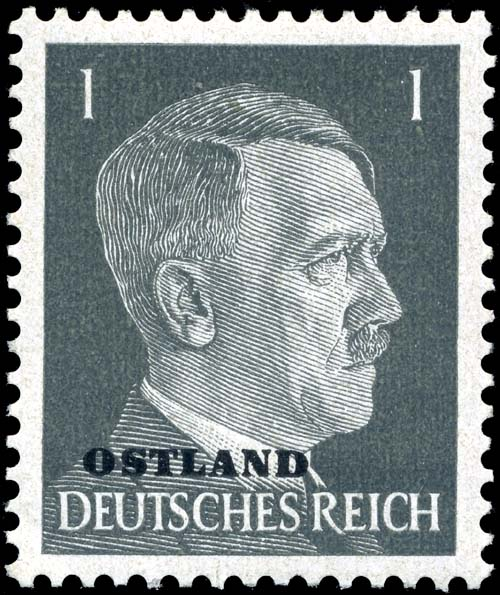
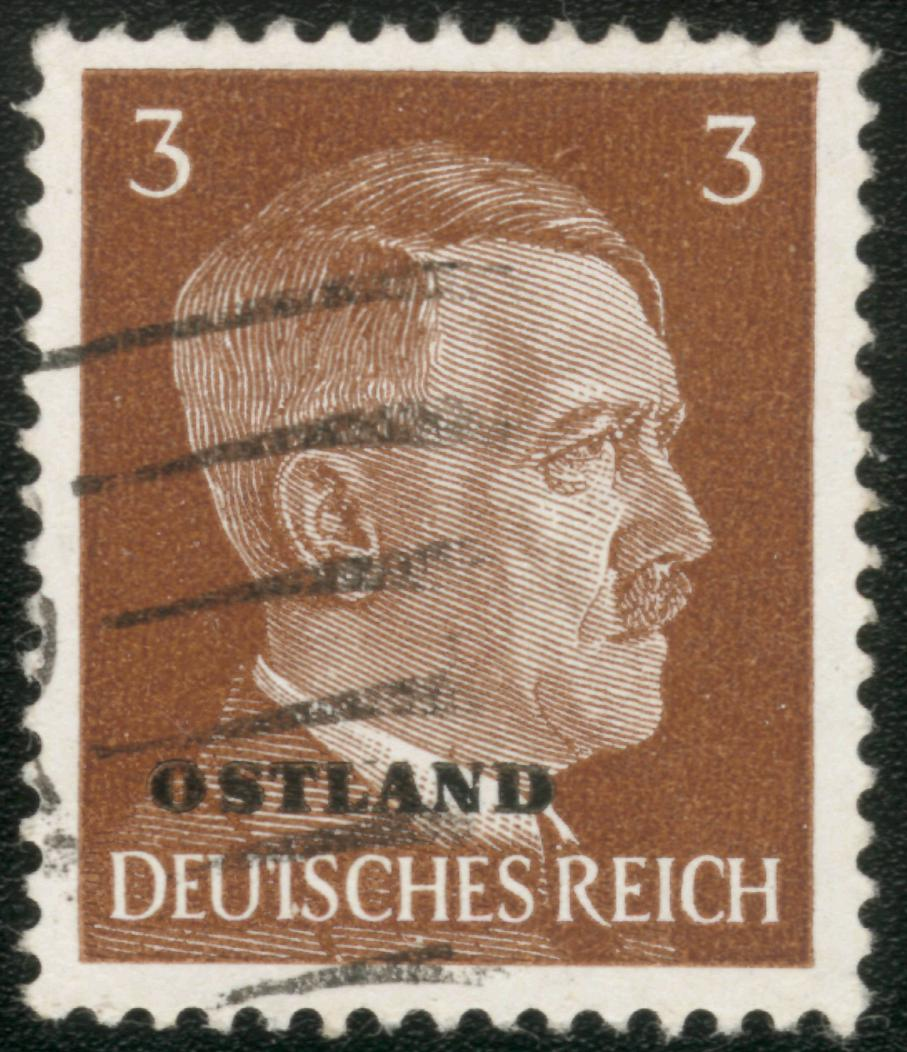
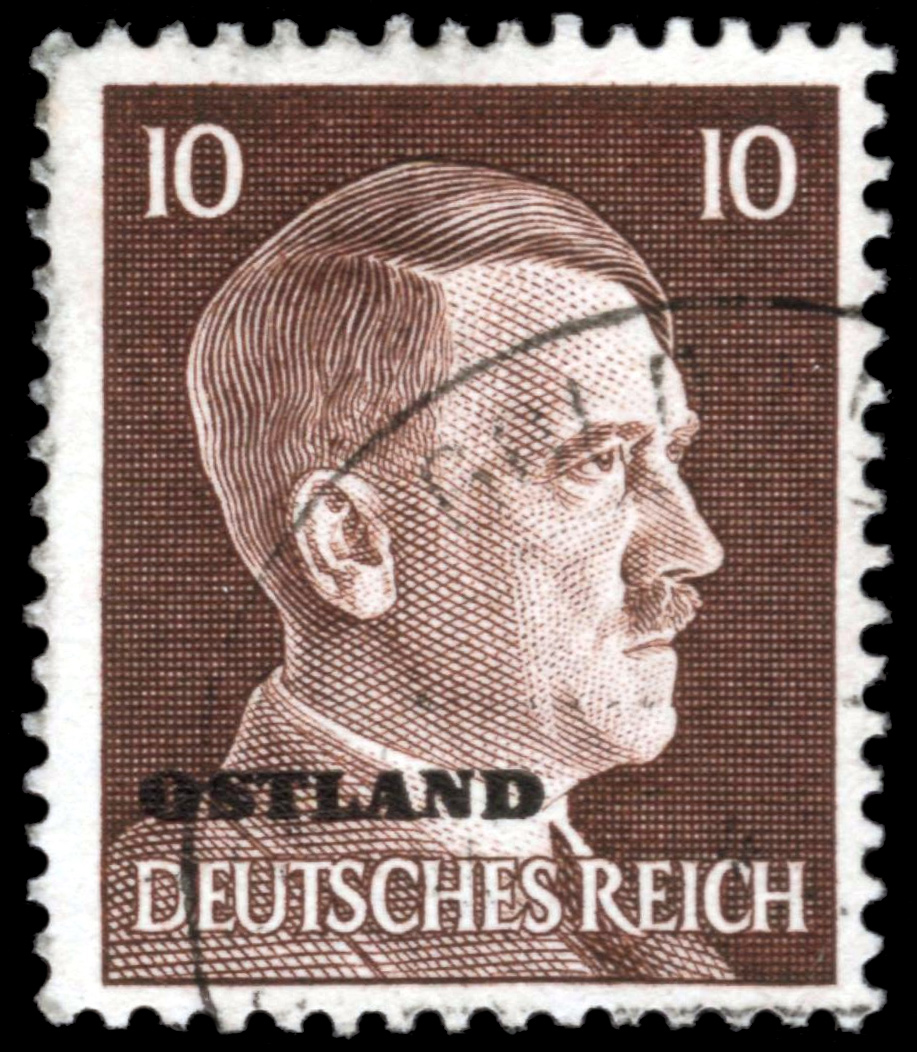
(Mi #7)
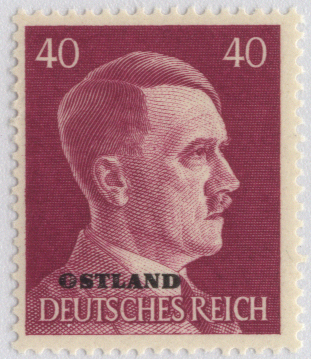

### Украинская тематика на марках СССР и других стран
Государства, в состав которых входили украинские земли, иногда выпускали государственные почтовые марки на украинскую тематику. В период между двумя мировыми войнами на некоторых марках Польши, Румынии и Чехословакии изображены памятники архитектуры этих земель (замок в Подгорцах, «Львовская политехника», крепость в Хотине, буковинские народные типы на фоне церкви, деревянная церковь в Ясине, замок в Мукачеве).
Украинская тематика широко присутствует на почтовых марках СССР после 1923 года (города, промышленность, писатели, деятели культуры и искусства и т. д.). Особо ценной является шевченковская серия 1939 года (ЦФА [АО «Марка»] № 673—675).
В 1940 году вышла серия из пяти марок в честь воссоединения западных областей Украины и Белоруссии (ЦФА [АО «Марка»] № 724—728).

Почтовые марки СССР с украинской тематикой
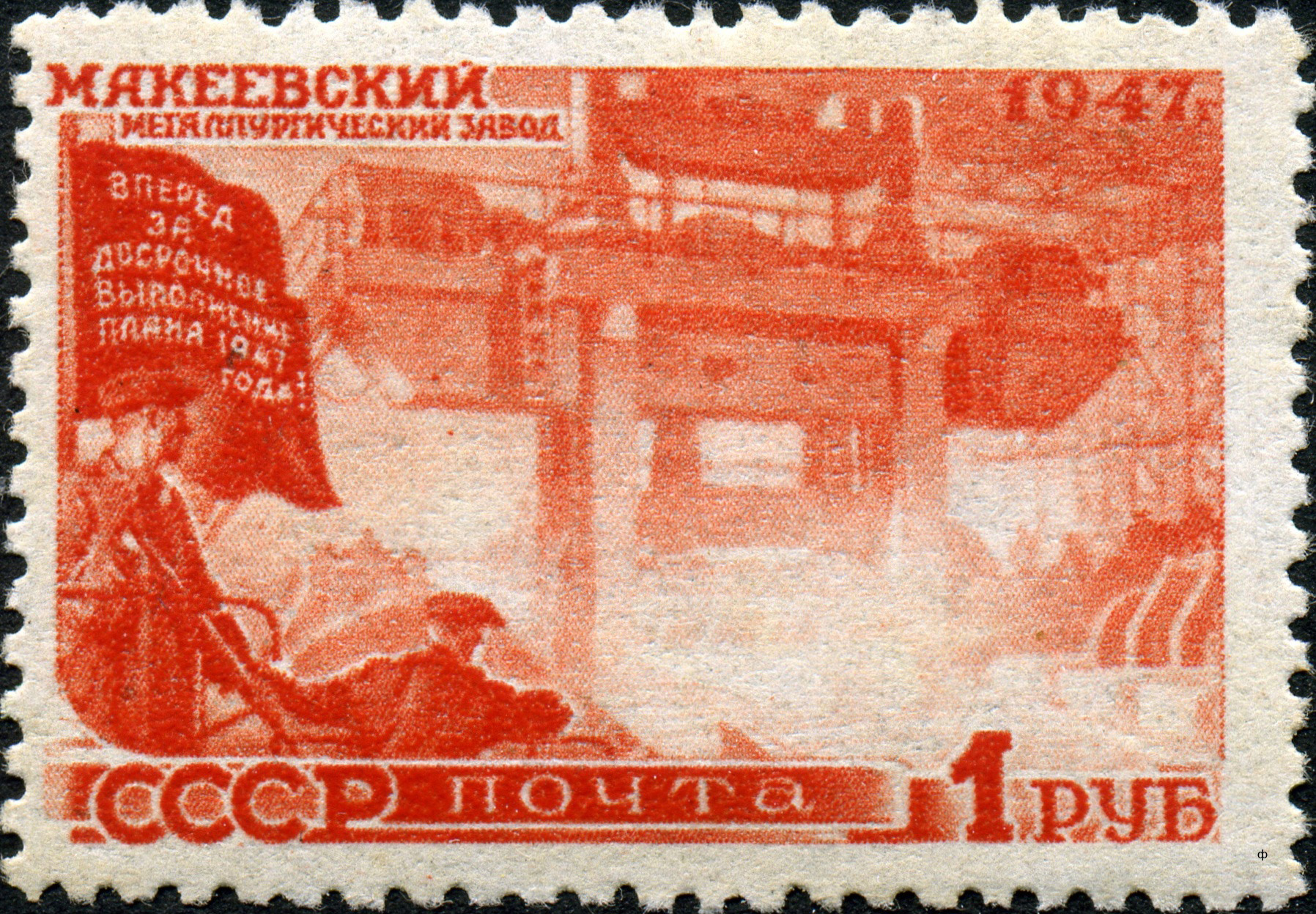
1947: Макеевский металлургический завод (ЦФА [АО «Марка»] № 1222)
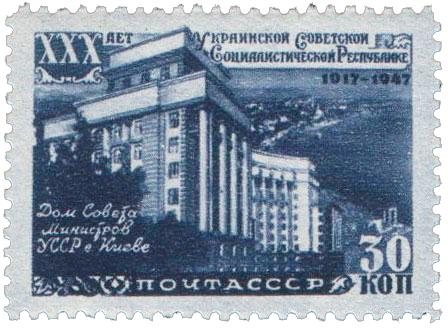
1948: 30 лет Украинской ССР. Дом Совета министров УССР в Киеве (ЦФА [АО «Марка»] № 1230)
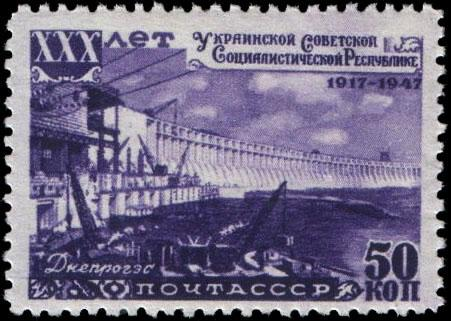
1948: 30 лет Украинской ССР. Днепрогэс (ЦФА [АО «Марка»] № 1231)
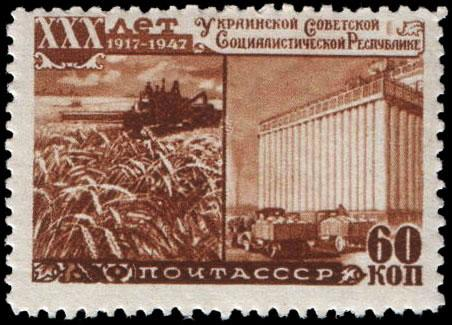
1948: 30 лет Украинской ССР. Уборка пшеницы (ЦФА [АО «Марка»] № 1232)
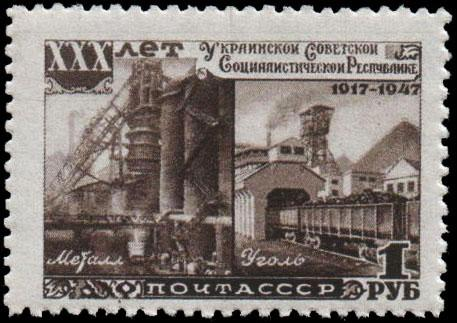
1948: 30 лет Украинской ССР. Металлургический завод (ЦФА [АО «Марка»] № 1233)
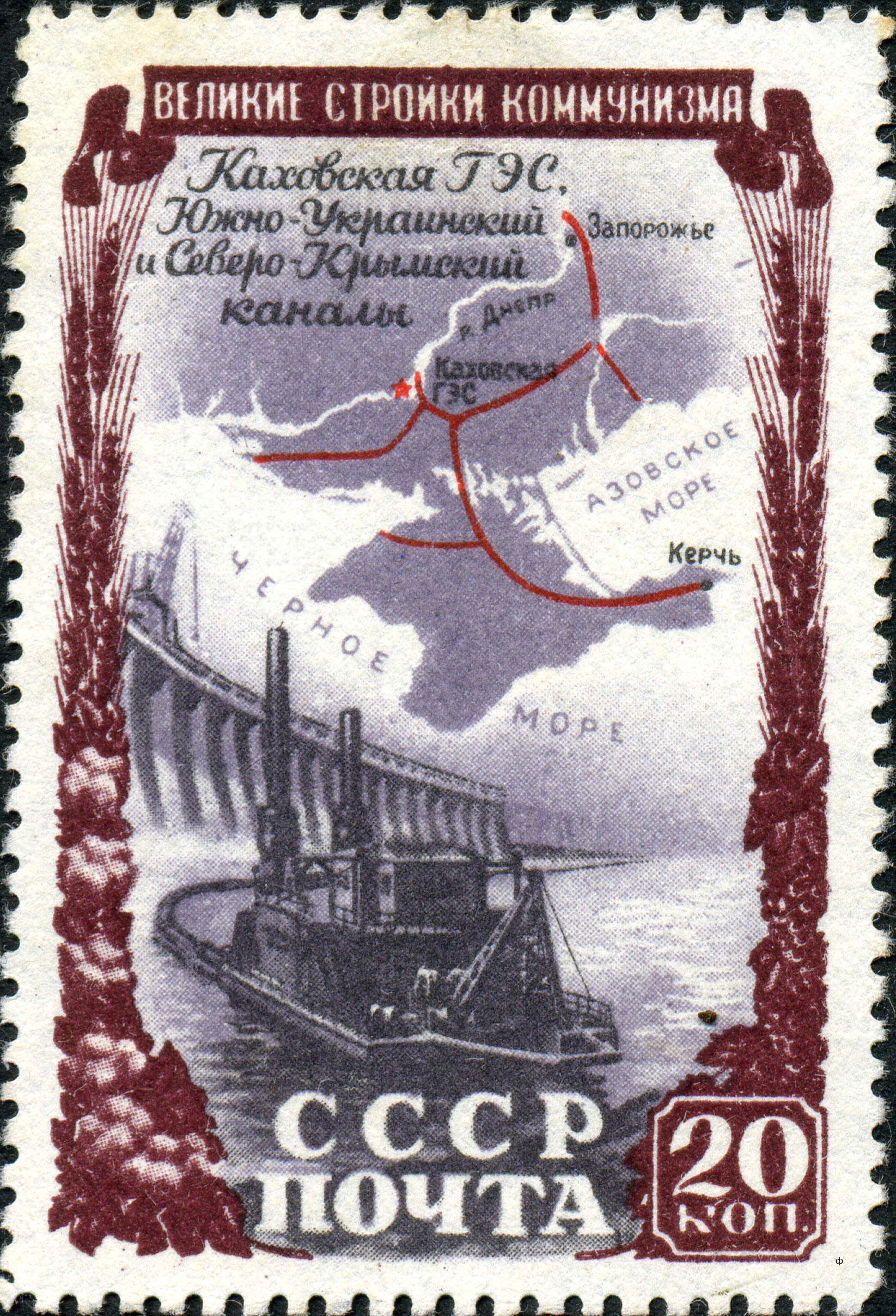
1951: Каховская ГЭС, Южно-Украинский и Северо-Крымский каналы (ЦФА [АО «Марка»] № 1653)
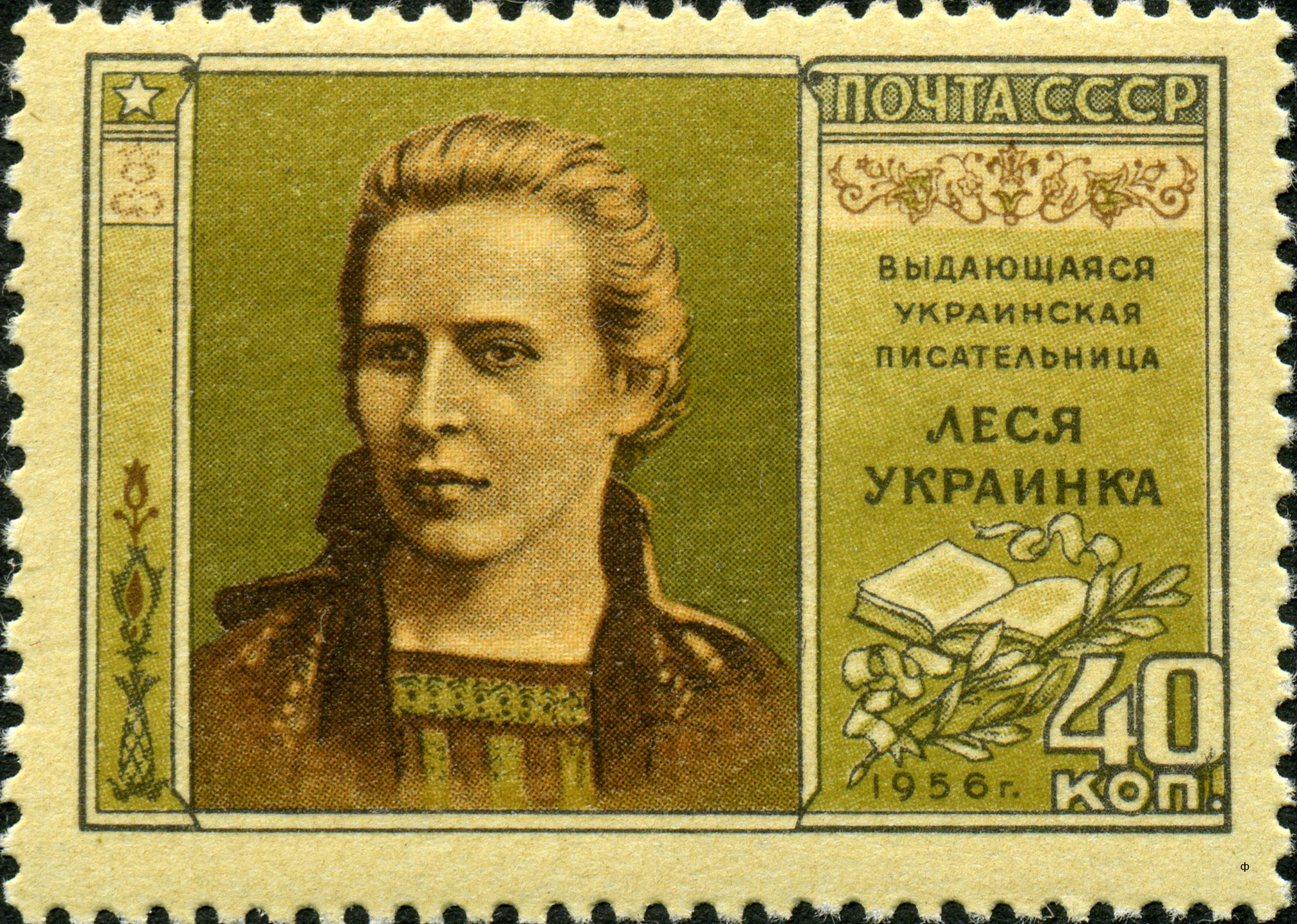
1956: Леся Украинка (ЦФА [АО «Марка»] № 1929)
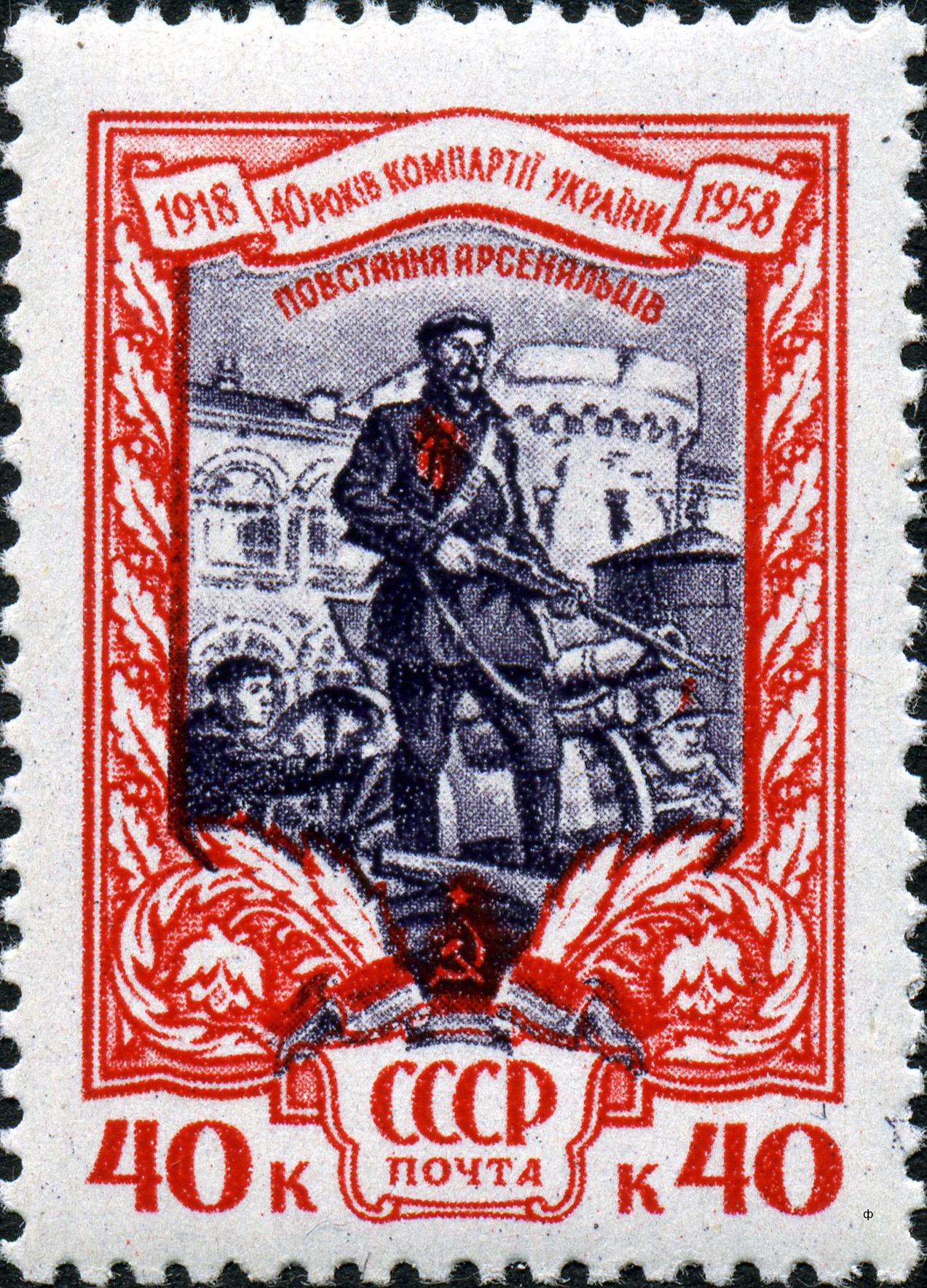
1958: 40 лет Компартии Украины (ЦФА [АО «Марка»] № 2172)
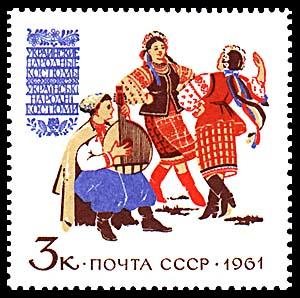
1961: Украинские народные костюмы (ЦФА [АО «Марка»] № 2523)
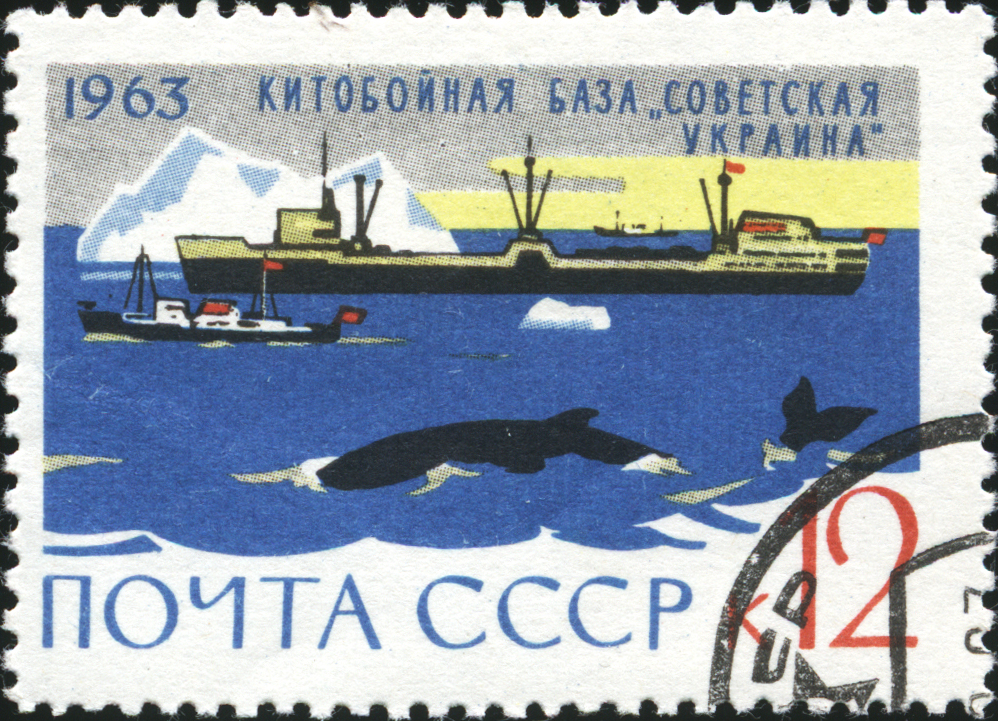
1963: Китобойная база «Советская Украина» (ЦФА [АО «Марка»] № 2922)
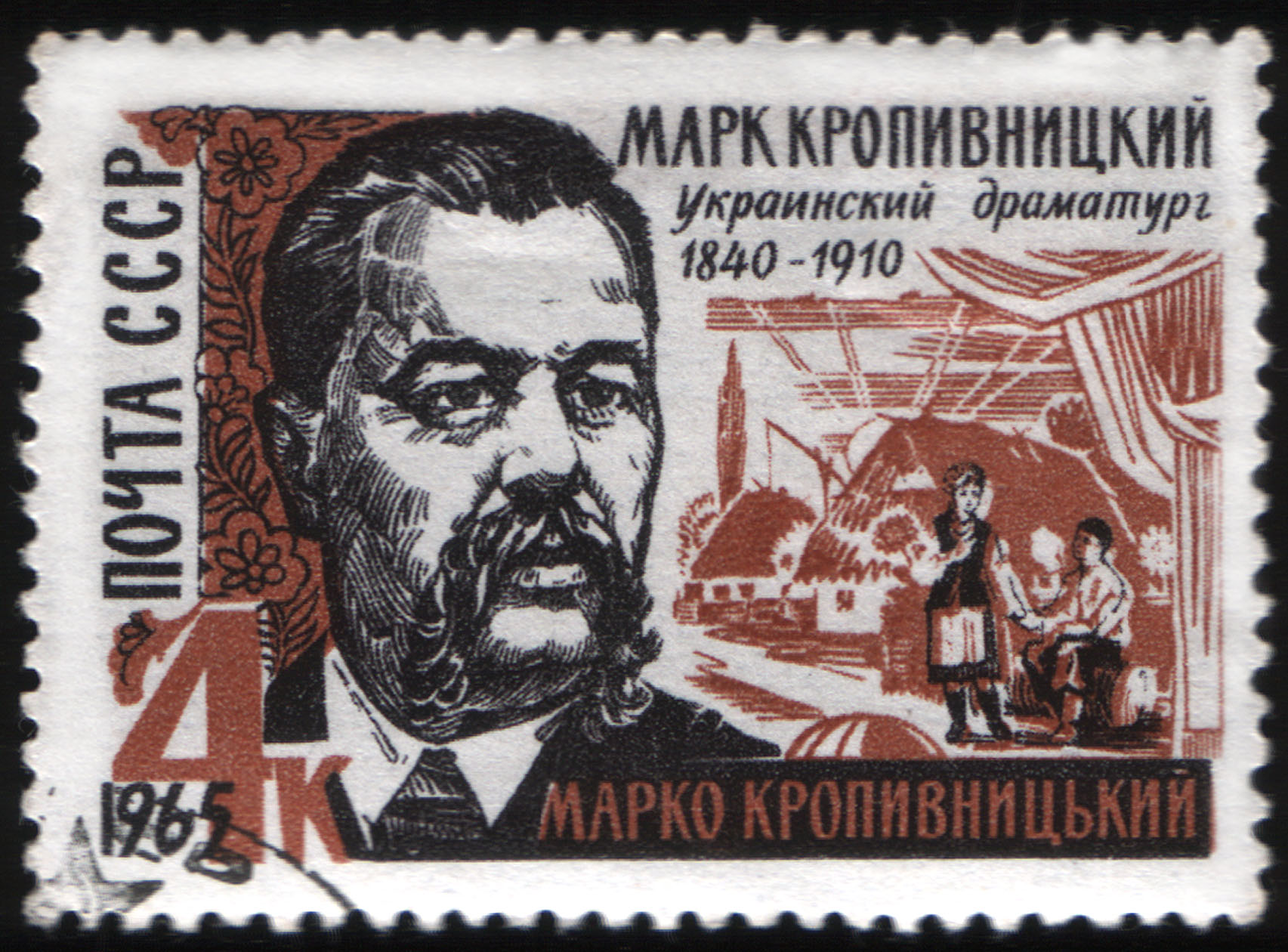
1965: драматург М. Л. Кропивницкий (ЦФА [АО «Марка»] № 3224)
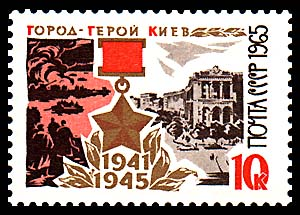
1965: город-герой Киев (ЦФА [АО «Марка»] № 3294)
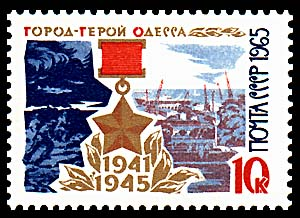
1965: город-герой Одесса (ЦФА [АО «Марка»] № 3295)
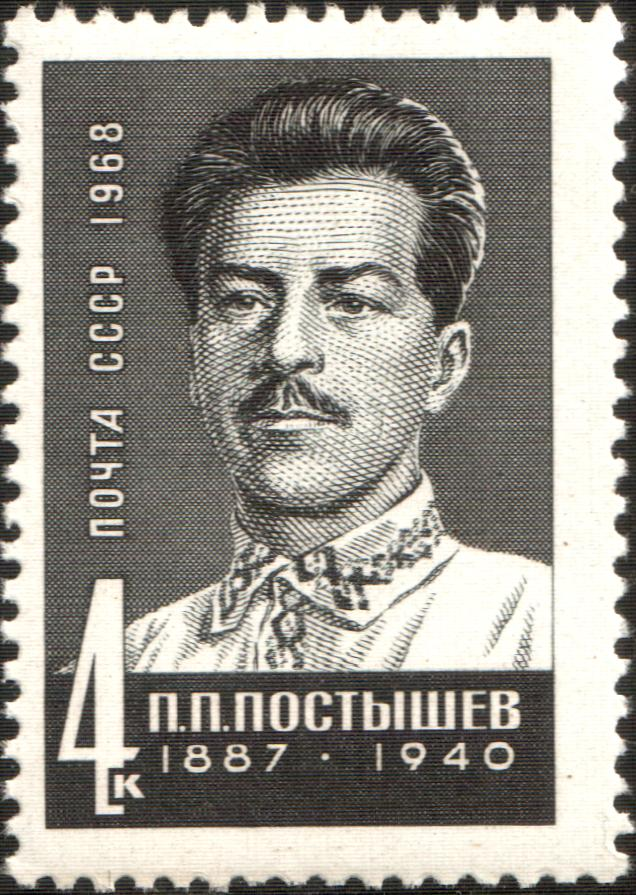
1968: П. П. Постышев (ЦФА [АО «Марка»] № 3667)
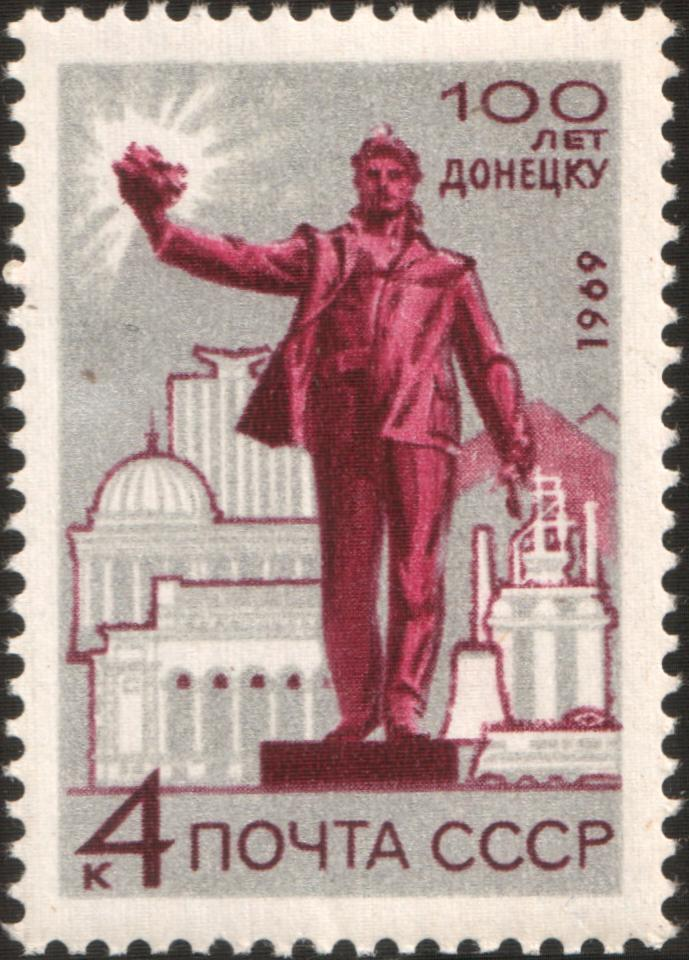
1969: 100 лет Донецку (ЦФА [АО «Марка»] № 3777)
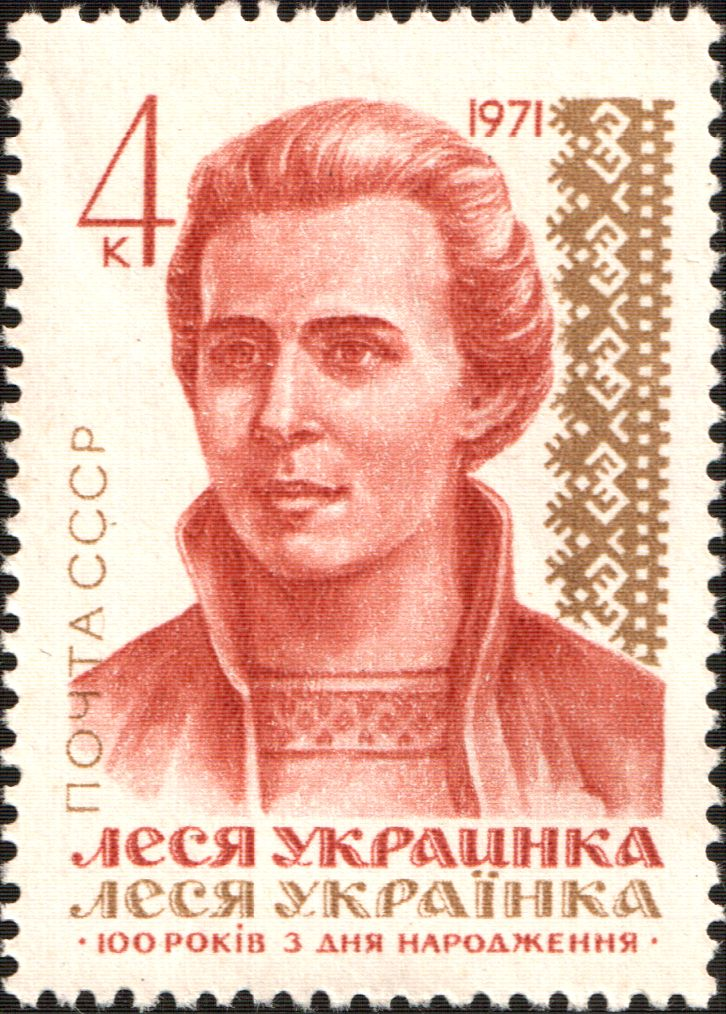
1971: 100-летие со дня рождения Леси Украинки (ЦФА [АО «Марка»] № 3984)
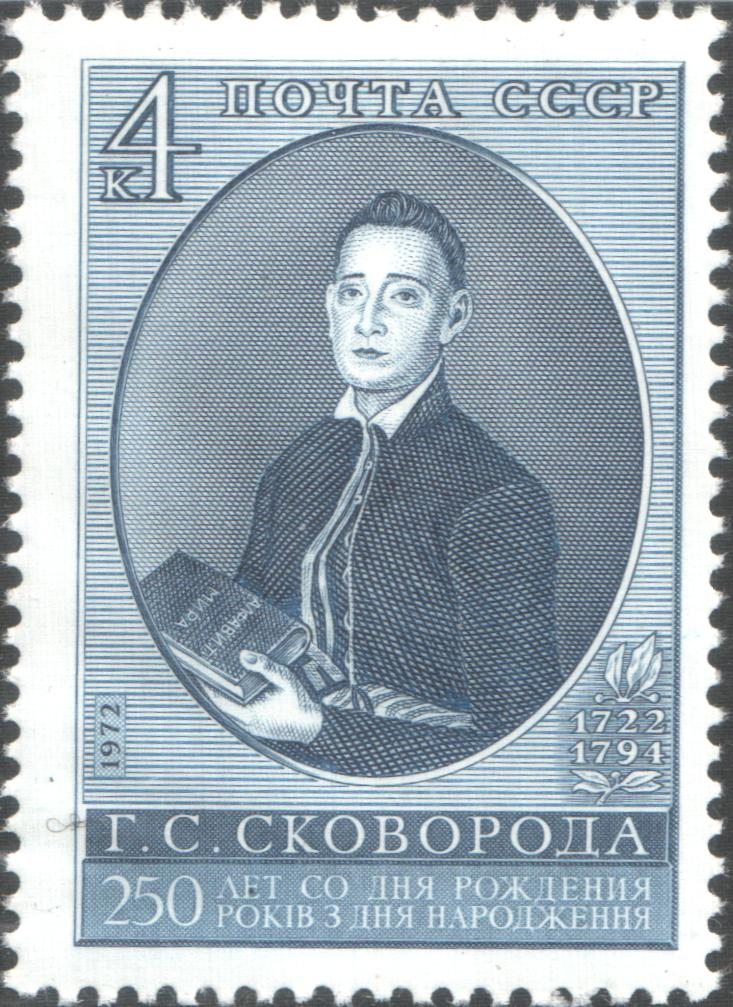
1972: 250-летие со дня рождения Г. С. Сковороды (ЦФА [АО «Марка»] № 4186)
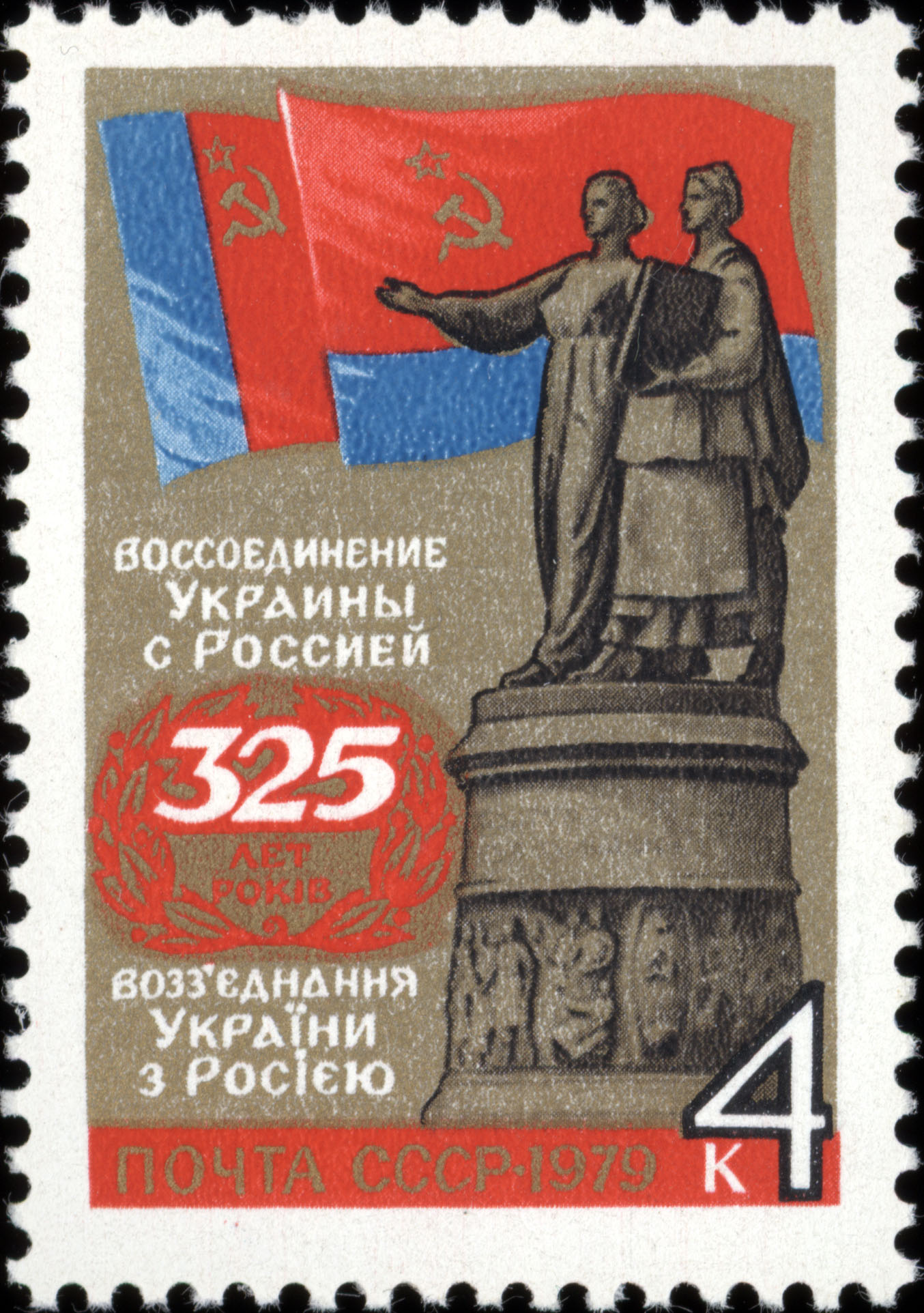
1979: 325 лет воссоединению Украины с Россией (ЦФА [АО «Марка»] № 4934)
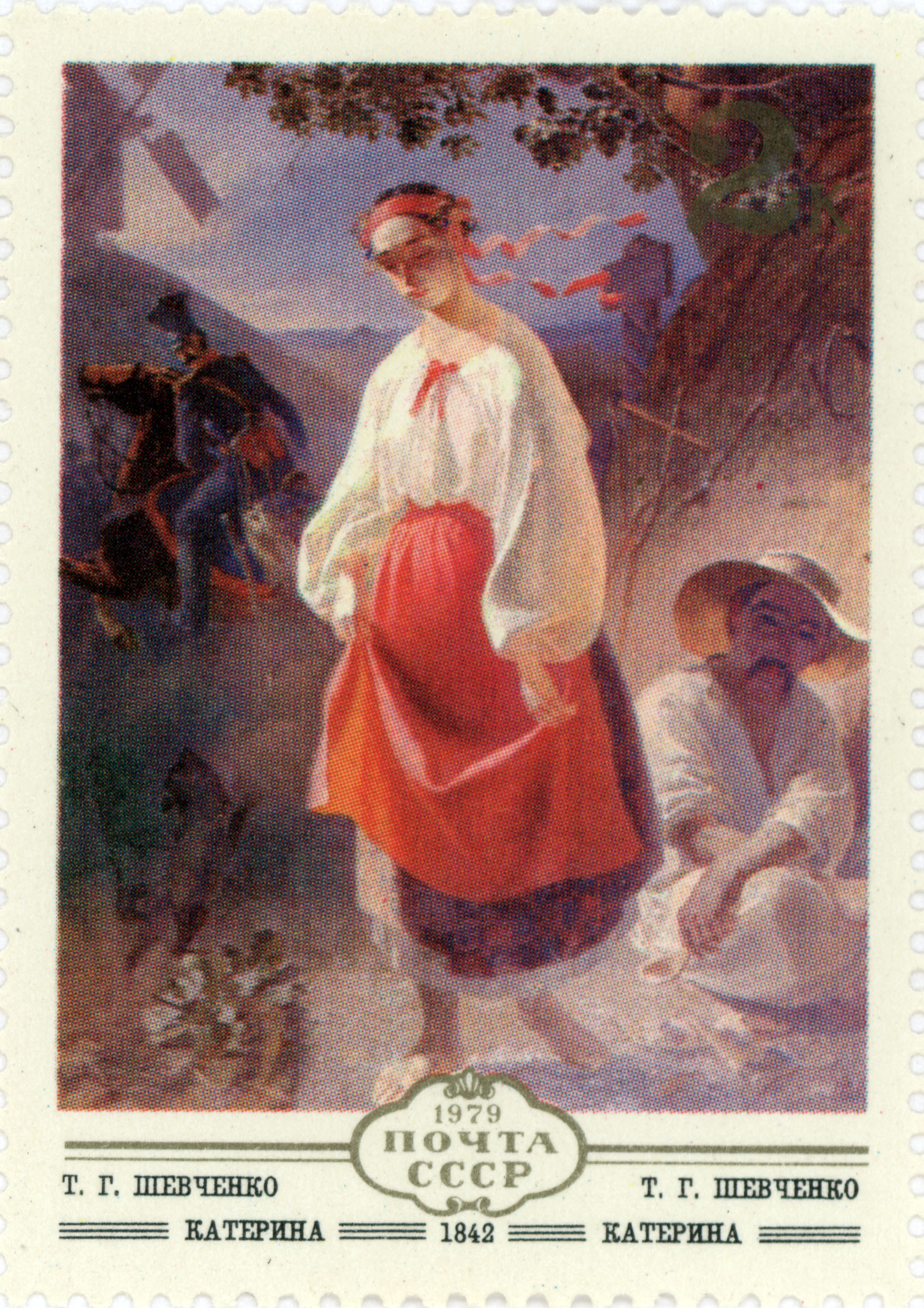
1979: Т. Г. Шевченко. Катерина (ЦФА [АО «Марка»] № 5011)
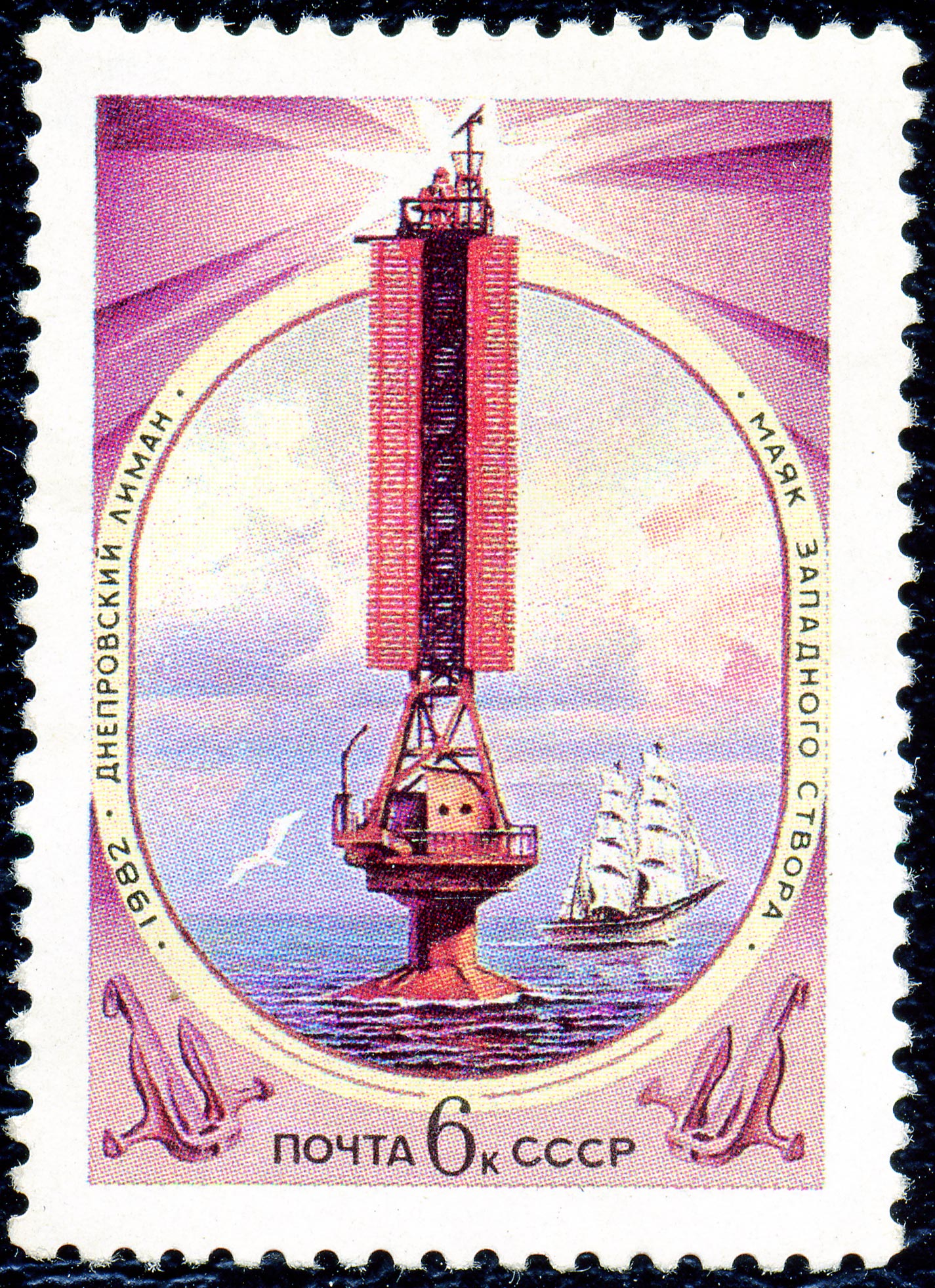
1982: маяк Западного створа Днепровского лимана (ЦФА [АО «Марка»] № 5361)
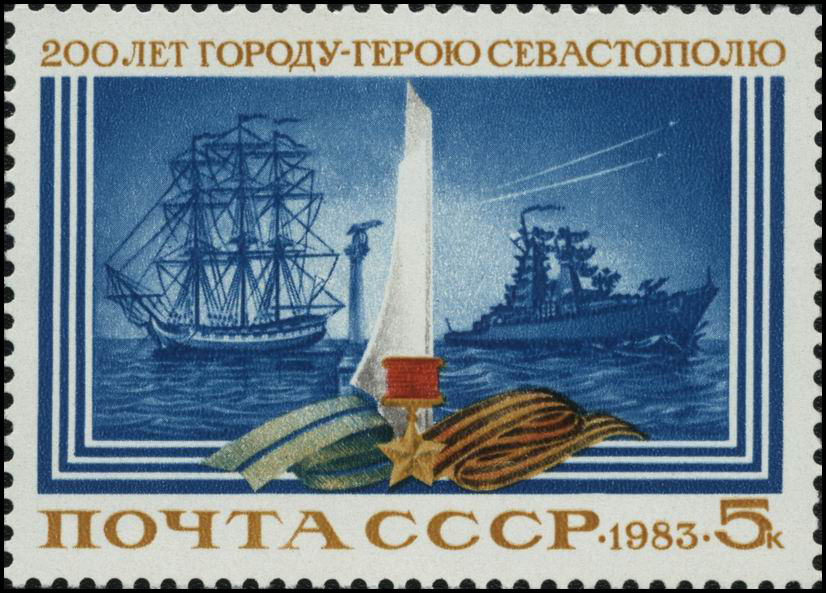
1983: 200 лет Севастополю (ЦФА [АО «Марка»] № 5397)
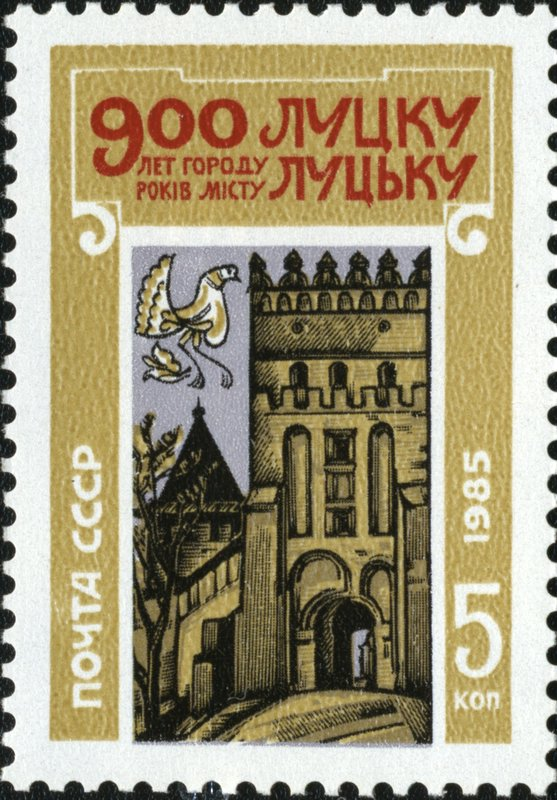
1985: 900 лет Луцку (ЦФА [АО «Марка»] № 5669)
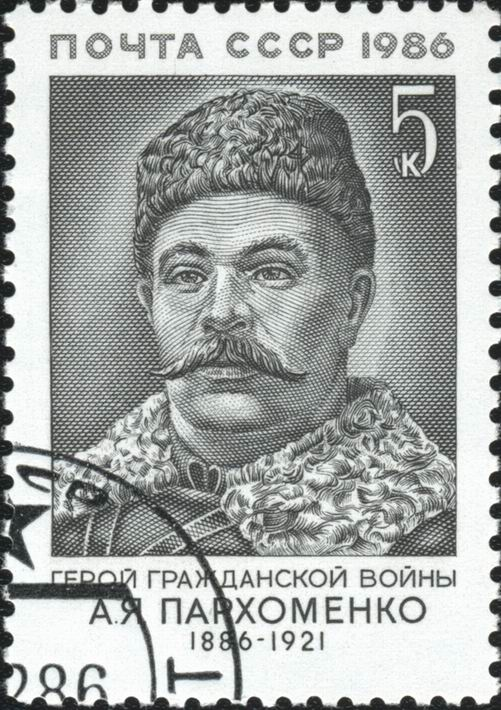
1986: 100-летие со дня рождения А. Я. Пархоменко (ЦФА [АО «Марка»] № 5791)
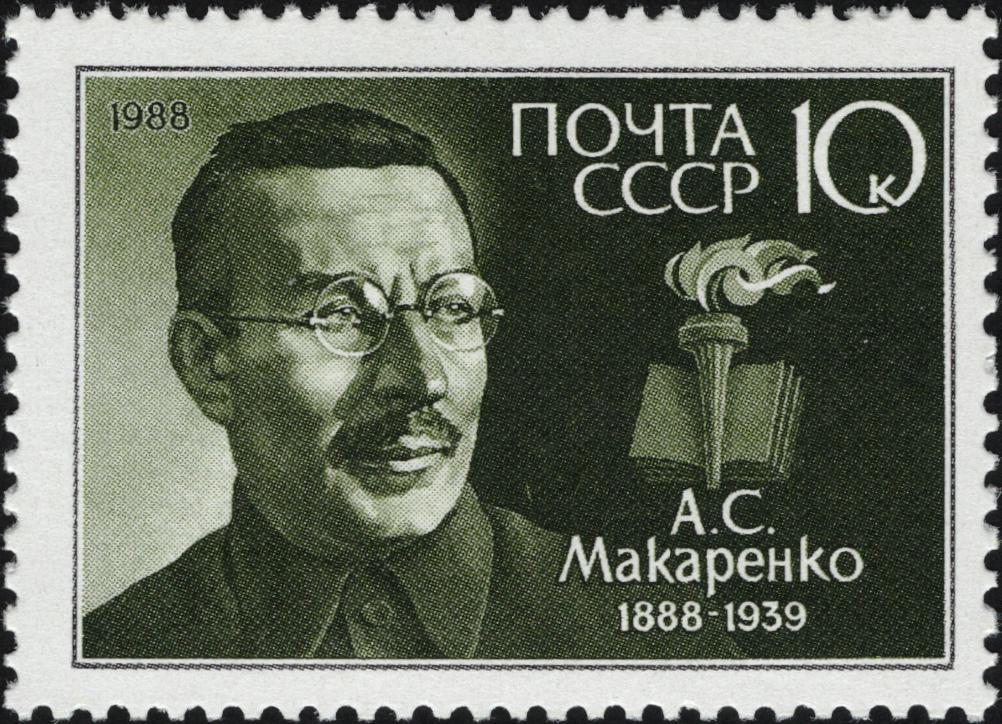
1988: 100-летие со дня рождения А. С. Макаренко (ЦФА [АО «Марка»] № 5924)
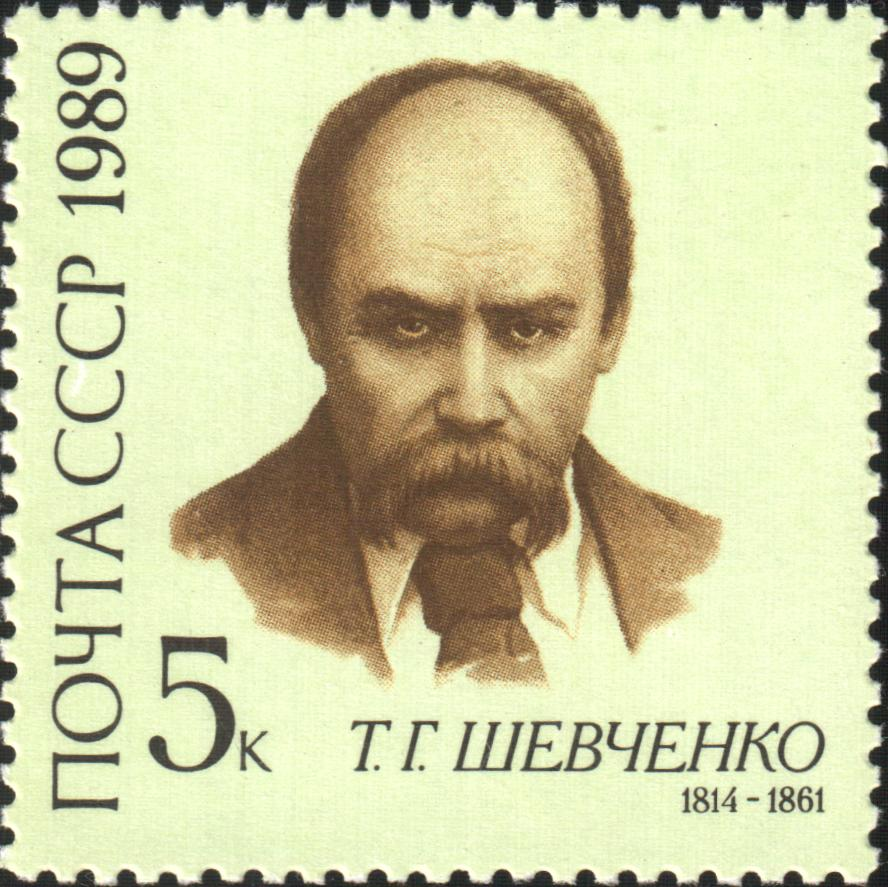
1989: 175-летие со дня рождения Т. Г. Шевченко (ЦФА [АО «Марка»] № 6049)
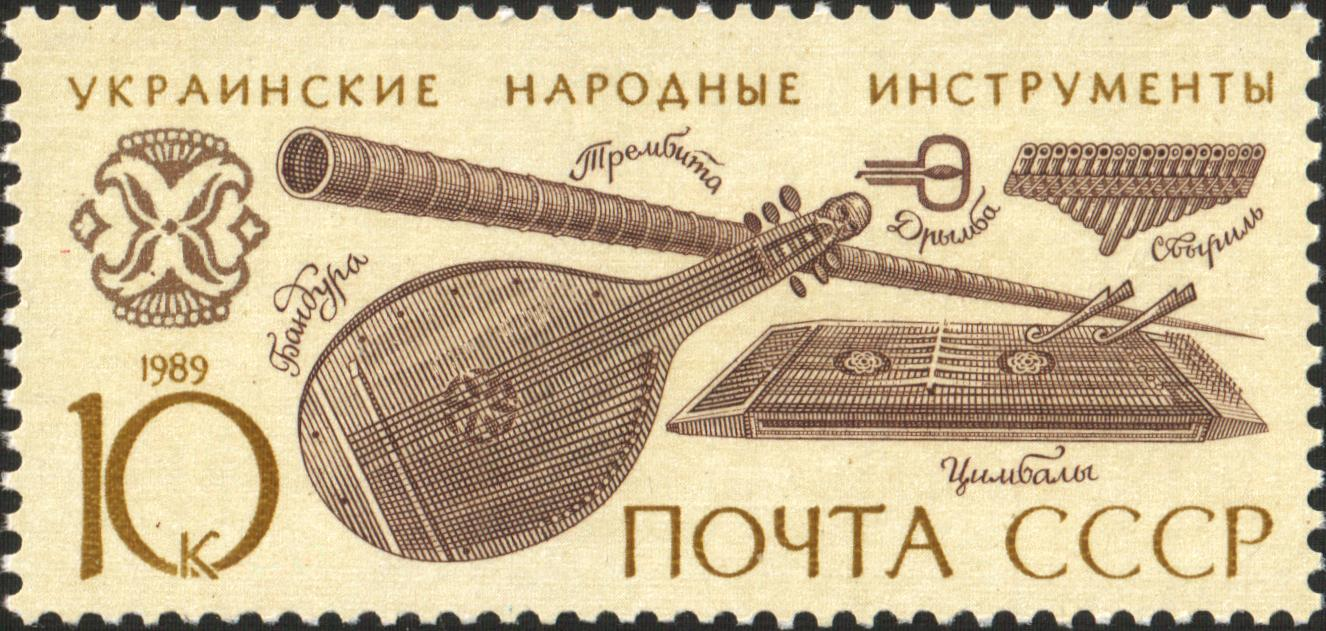
1989: Украинские народные инструменты (ЦФА [АО «Марка»] № 6114)
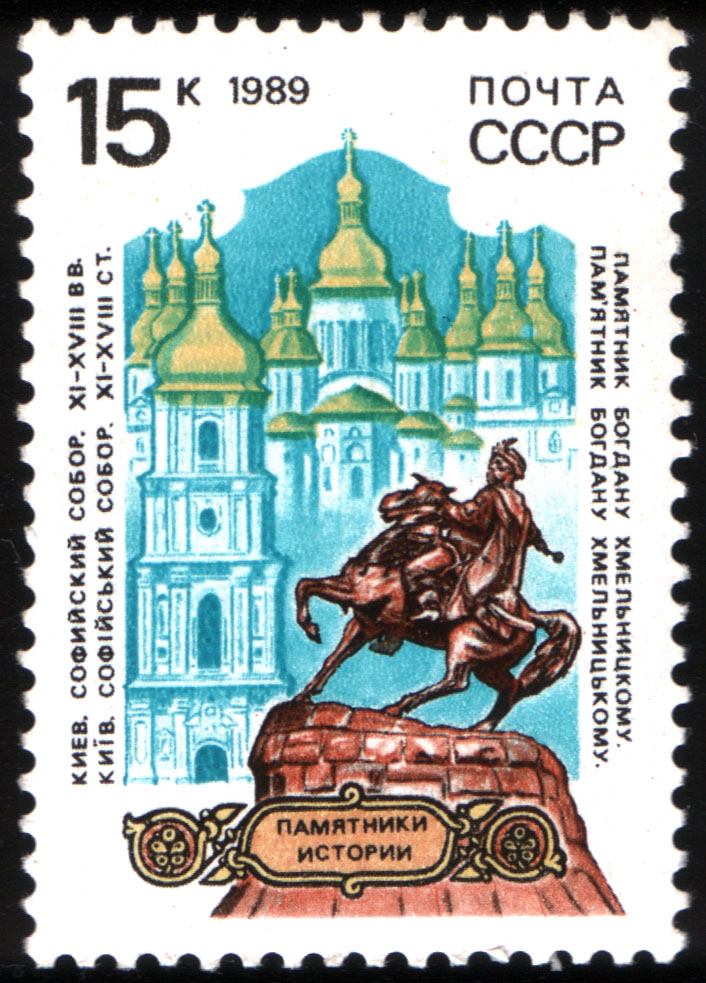
1989: Памятники истории. Киев. Софийский собор и памятник Б. Хмельницкому (ЦФА [АО «Марка»] № 6135)
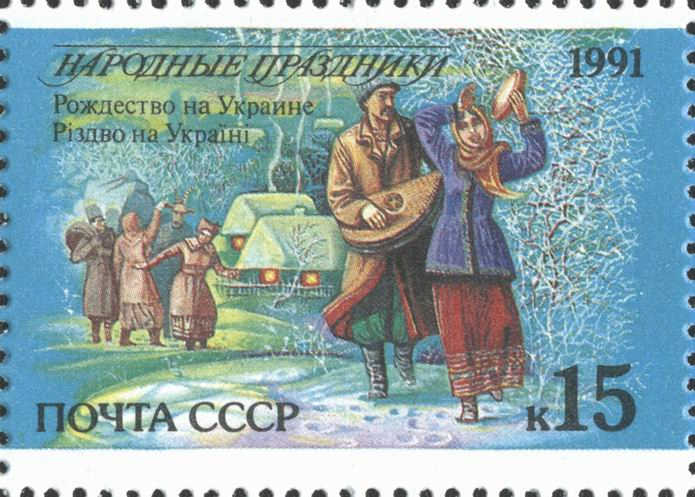
1991: Рождество на Украине (ЦФА [АО «Марка»] № 6353)

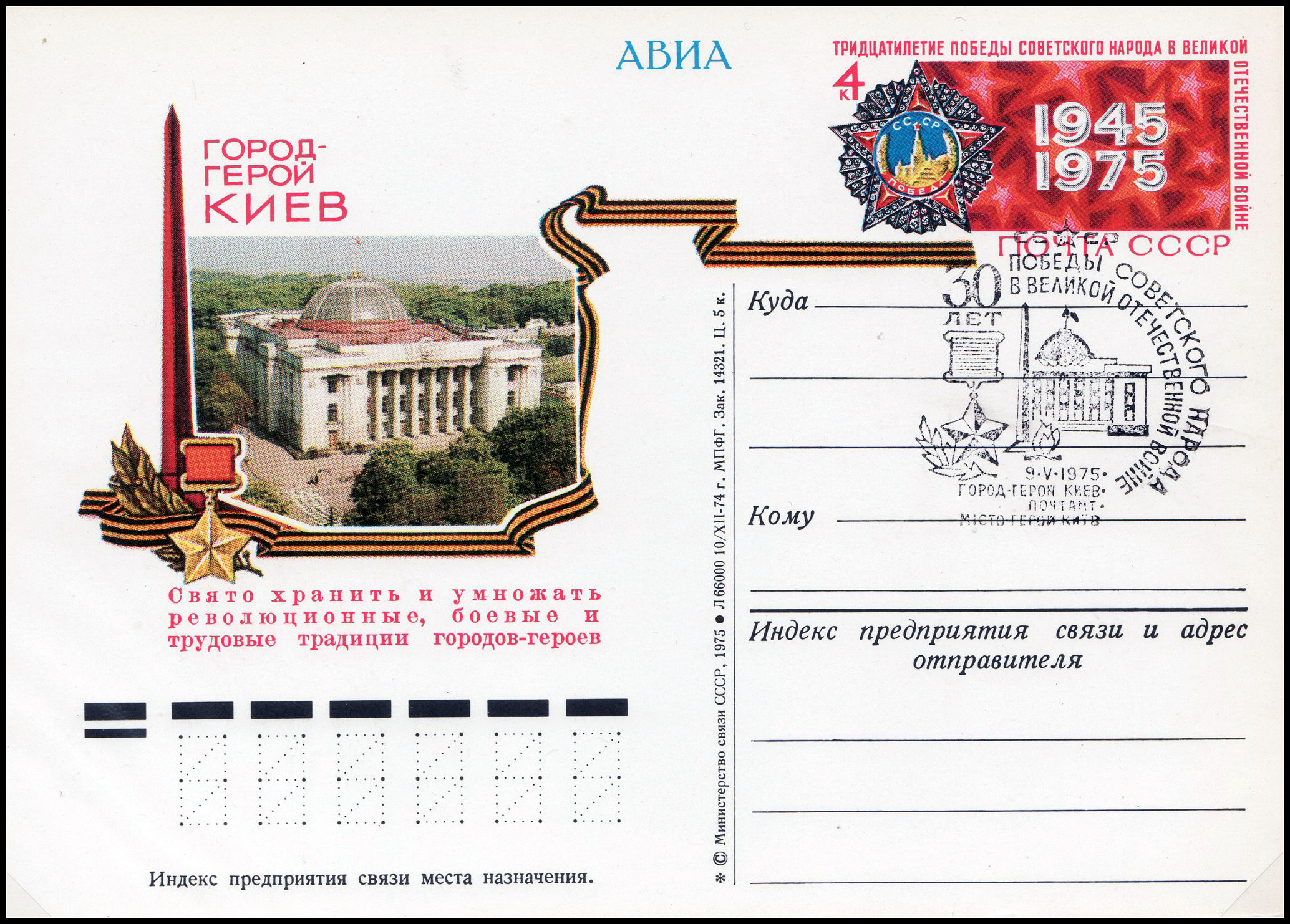
СССР, 1975: односторонняя почтовая карточка с оригинальной маркой «30-летие Победы советского народа в Великой Отечественной войне. Город-герой Киев». Из серии «Города-герои СССР». Марка: Орден Победы; Гвардейская лента. Иллюстрация: Здание Верховного Совета УССР, памятник Вечной Славы на могиле Неизвестного солдата; медаль «Золотая звезда». Художник И. Козлов; фото И. Кропивницкий. Специальное гашение: «30 лет Победы советского народа в Великой Отечественной войне. Город-герой Киев. 9.V.1975. Почтамт»

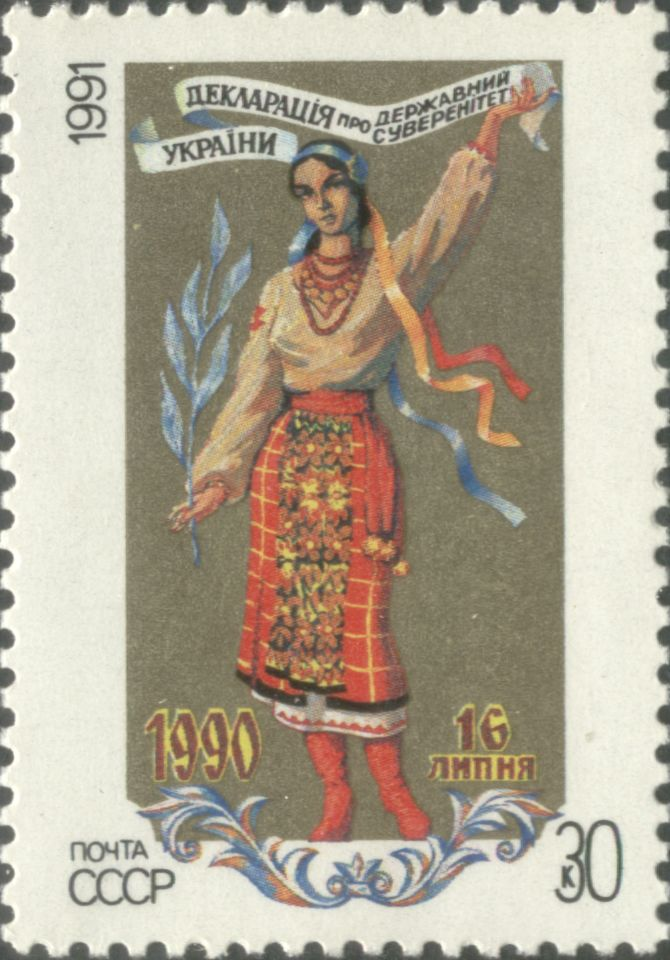
Марка СССР, посвящённая годовщине принятия Декларации о государственном суверенитете Украины, 1991

### Независимая Украина
16 июля 1990 года Верховный Совет Украинской ССР принял Декларацию о государственном суверенитете Украины. Киевский художник Александр Ивахненко получил от Министерства связи УССР заказ на изготовление почтовой марки, посвящённой этому событию. Он предложил несколько эскизов, которые обсуждались в Министерстве связи УССР и Верховном Совете республики. На одном из первых вариантов девушка, символизирующая Украину, была одета в сорочку-тунику и босоногая. Её предложили «обуть» в сапоги и вместо красной юбки «надеть» плахту. В венок была добавлена голубая лента, из-за чего синий фон марки изменили на золотистый. Надпись на марке была: «Почта УССР», однако при подготовке рисунка к печати, её изменили на традиционную — «Почта СССР». Марка вышла в обращение 10 июля 1991 года.
В конце 1991 года Министерство связи СССР, при участии представителей республиканских министерств, постановило, что в 1992 году марки СССР будут печататься с национальными сюжетами. Каждой союзной республике было разрешено представить по четыре сюжета. Украина предложила отметить юбилей украинского казачества и историка Н. И. Костомарова, отразить темы эмиграции украинцев в Канаду и народного искусства — национальную вышивку.
1 марта 1992 года вышли первые, после провозглашения независимости, марки Украины. Они были посвящены 500-летию украинского казачества и 100-летию первого поселения украинцев в Канаде. Автором этих марок также стал Александр Ивахненко. Они были отпечатаны офсетным способом в московской типографии Гознака по заказу Государственного комитета Украины по связи тиражом 2,5 млн экземпляров.

Первые почтовые марки Украины (1992)
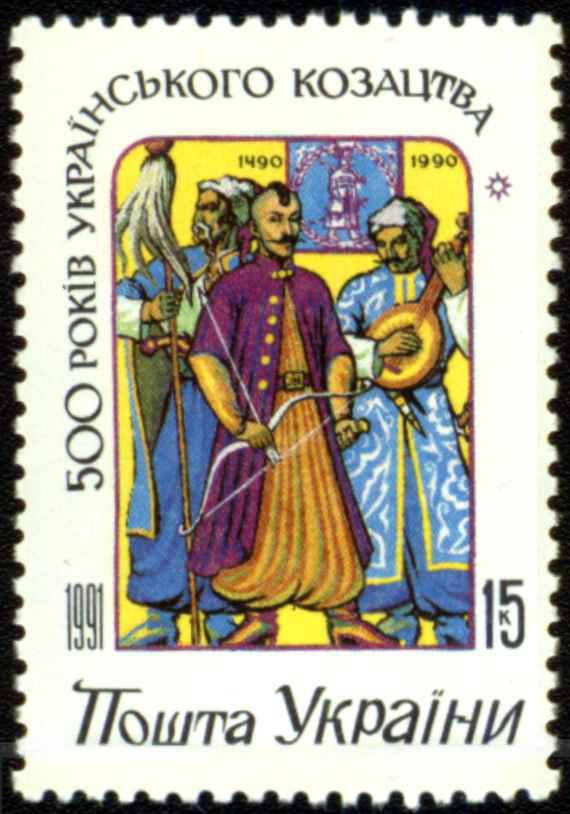
500-летие украинского казачества (Mi #71)
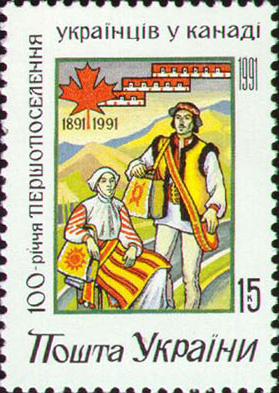
100-летие первого поселения украинцев в Канаде (Mi #72)
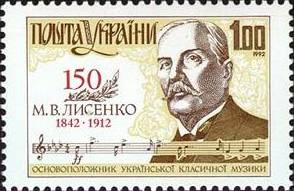
150 лет со дня рождения Н. В. Лысенко (Mi #73)
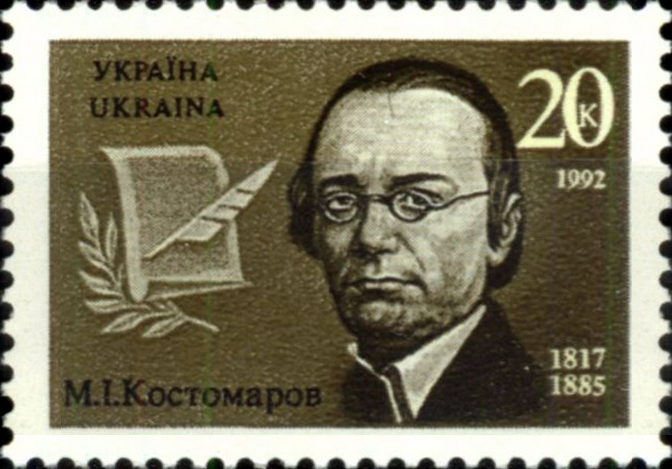
175-летие со дня рождения Н. И. Костомарова (Mi #74)

Третьей маркой современной Украины стала почтовая миниатюра в честь основоположника украинской классической музыки Н. В. Лысенко, которая была издана 22 марта. Запланированная ранее марка в память о Н. И. Костомарове появилась 16 мая того же года. Одновременно с ней были пущены в почтовый оборот первые четыре стандартные марки Украины, рисунок для которых был позаимствован с марки УНР в 30 шагов работы Г. И. Нарбута. Ещё четыре марки первого стандартного выпуска поступили в продажу 17 июня 1992 года. 15 июля 2020 года в Украине вошли в обращение марки «Садовый жасмин» и «Лаванда» из серии «Садовые цветы». Напечатаны они на ароматизированной бумаге. Эскизы для серии «Садовые цветы» разработала Наталья Кохаль, член Национального союза художников Украины. Также, Кохаль автор марок «Аист белый» и «Соловей восточный», которые получили I место в конкурсе «Лучшая марка Европы — выбор коллекционера 2019»"

#### Серии стандартных марок

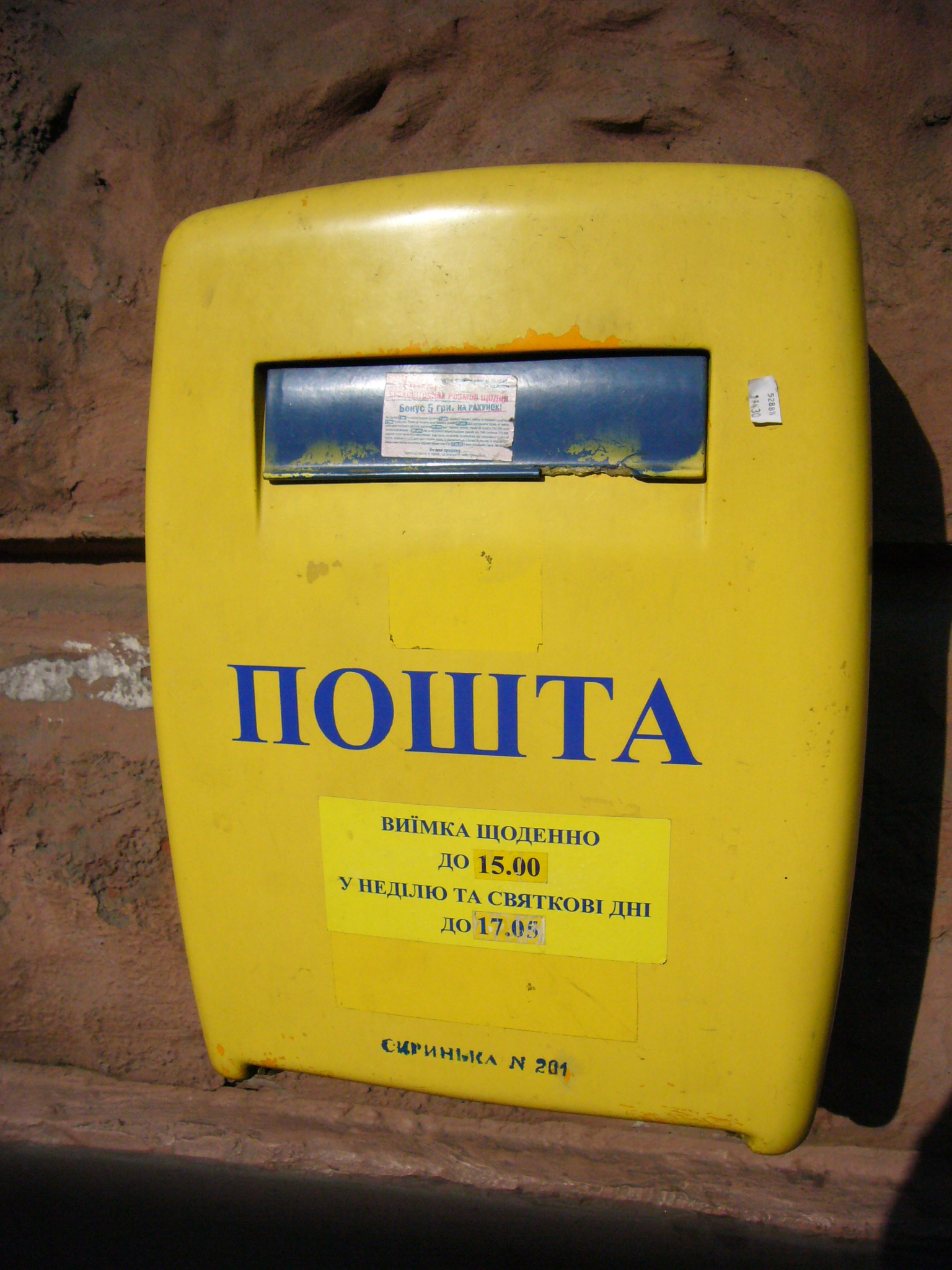
Почтовый ящик Укрпочты

Первый стандартный выпуск (1992)
Представлен марками в 50, 70 копеек, 1, 2, 5, 10, 20 и 50 карбованцев.

Первые стандартные марки Украины по рисунку Нарбута (1992)
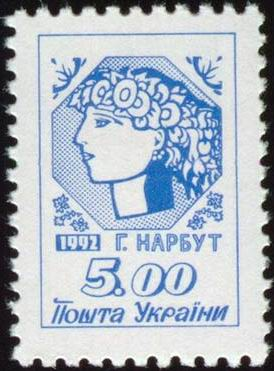
Выпуск от 16 мая (Mi #79)
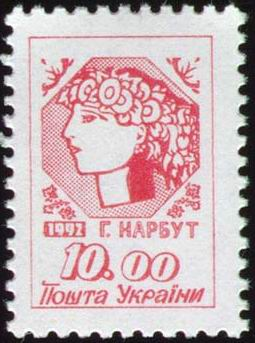
То же (Mi #80)
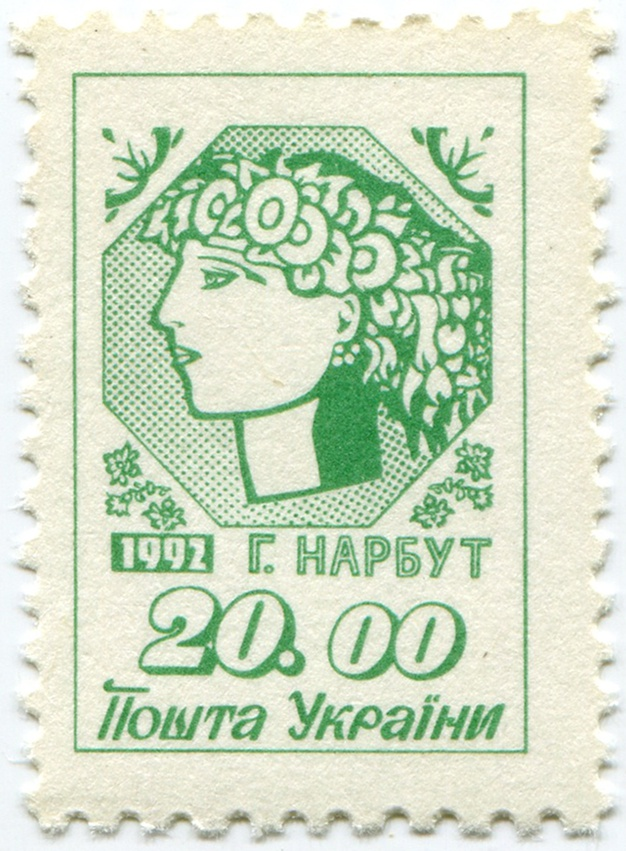
То же (Mi #81)
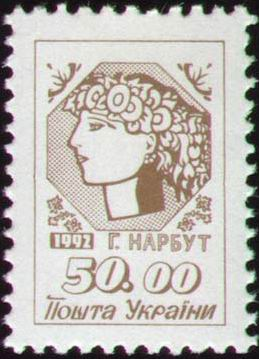
То же (Mi #82)
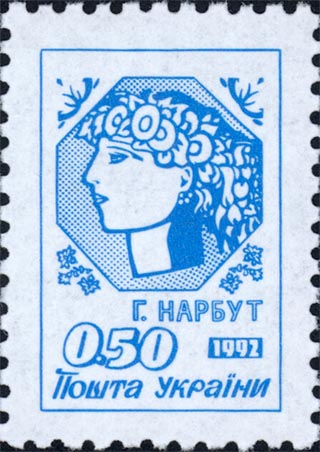
Выпуск от 17 июня (Mi #75)
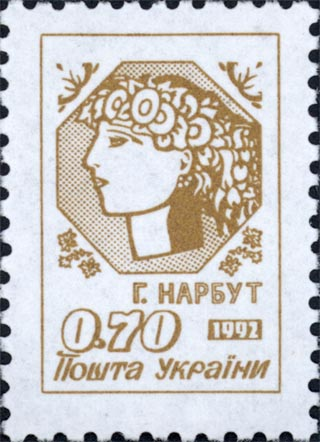
То же (Mi #76)
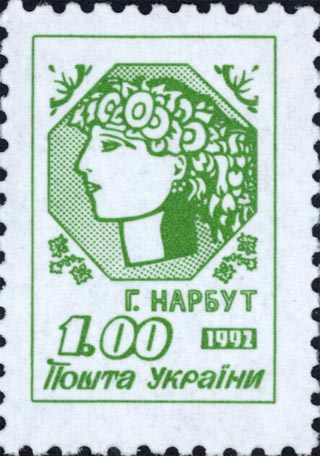
То же (Mi #77)
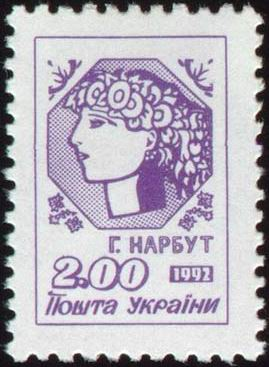
То же (Mi #78)

Второй стандартный выпуск («этнографические мотивы», 1993)
Представлен марками в 50, 100, 150, 200, 300 и 500 карбованцев.
Третий стандартный выпуск (1994—2000)
По дизайну повторял марки второго выпуска, но отличался литерным обозначением номинала. В 1994 году были выпущены марки номиналом А, Б, В, Г, Д, Ж, Е и Є, а в 2000 году была переиздана марка номиналом Е.
Четвёртый стандартный выпуск («транспорт», 1995—2006)
Представлен марками с литерным обозначением номинала. В 1995 году были эмитированы марки номиналом I, К и З. Марка номиналом I переиздавалась в 2001, 2003, 2005 и 2006 годах, номиналом З — в 2001 и 2006 годах.
Пятый и шестой стандартные выпуски («цветы», 2001/2002 — 2006)
Имели одинаковый дизайн и отличались тем, что марки пятого выпуска были с литерным обозначением номинала, а марки шестого выпуска — с указанием номинала в копейках и гривнах. В 2001 году были выпущены марки номиналом В, Д, Е, Ж, Є и Р, в 2002 — С, 5, 10 и 45 копеек, в 2003 — Е, С, Ж, Є, Р, 10, 30, 45 и 65 копеек, 2004 — Е, С, Є, 5, 30, 45 и 65 копеек, 2005 — Ж, Є, L, N, Р, 5, 10, 25, 30, 45, 65, 70 копеек и 1 гривну, в 2006 — N, Ж, L, Є, Р, 5, 10, 25, 30, 45, 70 копеек и 1 гривну.

### «Укрпочта»
В 1994 году было образовано Украинское объединение почтовой связи «Укрпочта». В соответствии с программой реструктуризации «Укрпочты», утверждённой постановлением Кабинета министров Украины № 1 от 4 января 1998 года, в июле того же года объединение было реорганизовано в ныне действующее Украинское государственное предприятие почтовой связи «Укрпочта». Согласно распоряжению Кабинета Министров Украины от 10 января 2002 года национальный оператор почтовой связи Украины УГППС «Укрпочта» входит в сферу управления Министерства инфраструктуры Украины. Деятельность УГППС «Укрпочта» регламентируется Законом Украины «О почтовой связи» от 4 октября 2001 года, другими законами Украины, а также нормативными актами Всемирного почтового союза, членом которого Украина стала в 1947 году.

## Другие виды почтовых марок

### Авиапочтовые

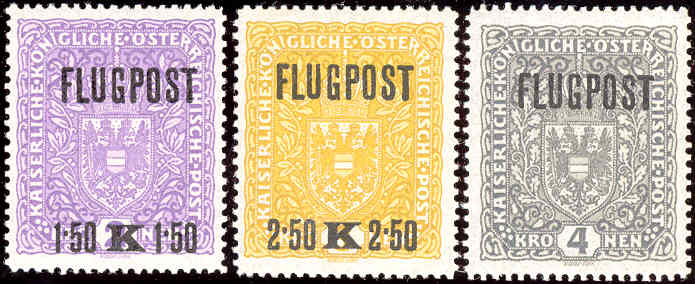
Надпечатка авиапочты на марках Австрии для первой регулярной почтовой линии Вена — Краков — Львов — Киев, 1918(Sc #C1—C3)

Авиапочта была впервые организована на территории Украины немецкой и австро-венгерской оккупационной администрацией и действовала с 1 апреля 1918 года до конца октября по маршруту Вена — Краков — Львов — Киев, который стал первой в мире регулярной авиапочтовой линией. Другая линия Будапешт — Вена — Краков — Львов работала с 4 по 24 июля 1918 года.
Для обоих воздушных маршрутов были выпущены специальные почтовые марки с надпечаткой нем. «Flugpost» («Авиапочта») на трёх австрийских и венг. «Repülő Posta» («Авиапочта») на двух венгерских почтовых марках. Украинских почтовых марок воздушной почты не издавалось.
В 1993 году к 75-летию первого международного почтового перелёта почтовой службой Украины были выпущены две марки.

## Цельные вещи
| Примеры памятных конвертов Украины со спецгашениями (2007)                                                            | Примеры памятных конвертов Украины со спецгашениями (2007) |
| --- | ---------------------------------------------------------- |
| |                                                            |
| 100 лет со дня рождения Олега Ольжича, поэта и археолога, деятеля Организации украинских националистов (21 июля 2007) | 225 лет Енакиево (3 сентября 2007)                         |
| |                                                            |
| 65-летие подпольной антифашистской комсомольской организации «Молодая гвардия» (21 сентября 2007)                     | 120 лет Одесскому оперному театру (22 сентября 2007)       |

## Провизории
Украинские провизории имели значительное хождение в годы Гражданской войны и становления Советской власти (1918—1922). Они выпускались местными почтами в Западно-Украинской народной республике, Украинской ССР, а также румынской армией на оккупированной Коломыйщине (летом 1919 года).
Провизории появились на Украине снова после введения 2 апреля 1991 года на территории большинства республик СССР новых почтовых тарифов. При этом на местах, в том числе в Украинской ССР, не израсходовали карточки и конверты прежних выпусков с марками в 4 и 5 копеек. Возникла необходимость переоценки, что и стало причиной появления провизориев. Часто новая цена конверта проставлялась на клапане от руки. Особый интерес представляют случаи, когда при переоценке почта производила надпечатки дополнительных номиналов на цельных вещах.
Провизории получили широкое распространение в независимом украинском государстве после распада Советского Союза, в 1992—1999 годах, например, см. Ялтинские провизории.
| Примеры провизориев Почты Украины (1990-е)                        | Примеры провизориев Почты Украины (1990-е)                               |
| ----------------------------------------------------------------- | ------------------------------------------------------------------------ |
|                                                                   |                                                                          |
| 1992: новый номинал в 14.93 купона на маркированном конверте СССР | 1994: номинал в 500 купонов на немаркированном конверте конверте Украины |

## Непочтовые выпуски

Марка Подпольной почты Украины к 80-летию Научного общества имени Тараса Шевченко (1953)

Марка украинской диаспоры в США, посвящённая писателю Степану Васильченко (1982?)

Непочтовые марки, то есть не являющиеся знаками почтовой оплаты и представляющие собой предмет особой области коллекционирования — эрринофилии, имели место и в истории украинской филателии.
Такие марки в XX веке выпускались различными украинскими организациями: они служили для сбора средств на те или иные цели, а также для украинской пропаганды, как, например, марки Заграничного почтового отдела Подпольной почты Украины Заграничных Частей (укр. Закордонний Поштовий Відділ Підпільної Пошти України Закордонних Частин) Организации украинских националистов (ОУН). Иногда эти марки гасили специальными штемпелями.
На сегодняшний день было каталогизировано около 2000 экземпляров разных непочтовых украинских марок, наклеек, блоков, сцепок и цельных вещей.

Пропагандистские выпуски Подпольной почты Украины (конец 1940-х — начало 1950-х годов)
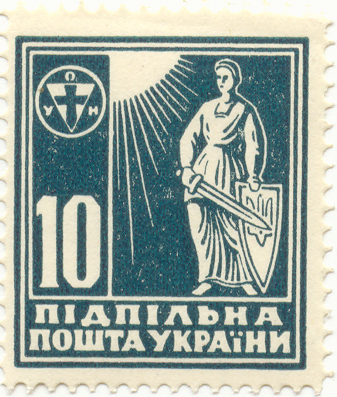
Эмблема ОУН и аллегория Украины-воительницы (1949)
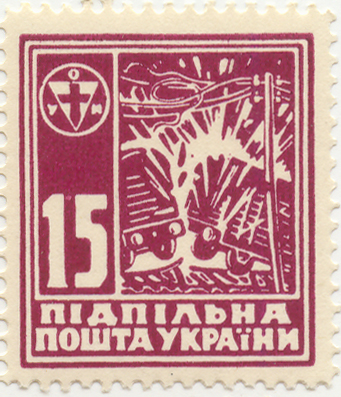
Эмблема ОУН и взрыв железнодорожного состава (1949)
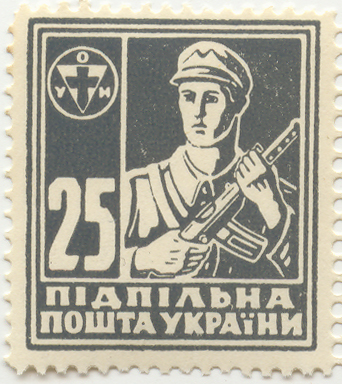
Эмблема и боец ОУН (1949)
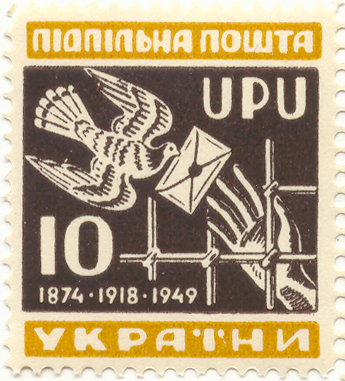
75-летие Всемирного почтового союза (1949)
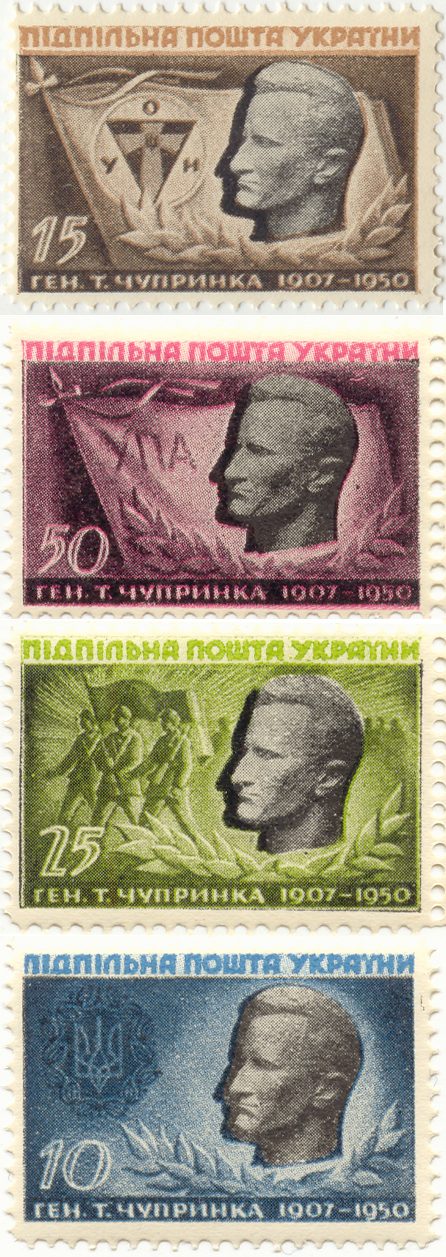
Серия в память о генерале Тарасе Чупрынке (Романе Шухевиче, 1907—1950)
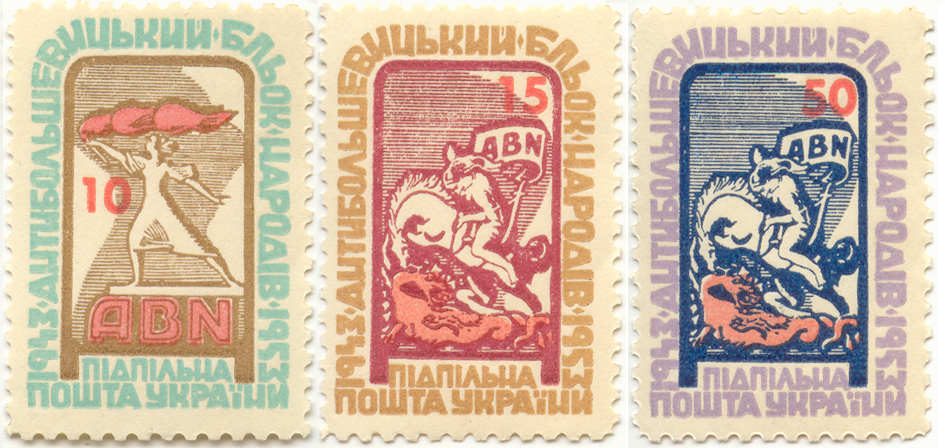
10-летие Антибольшевистского блока народов (1953)

## Фантастические выпуски и фальсификации

Фантастическая марка Гуляйпольской республики (1993)

В начале 1990-х годов появилось множество выпусков, изданных от имени регионов Украины, никогда не бывших в почтовом обращении и имеющих «фантастический» характер. Эти выпуски представляли собой различные надпечатки, выполненные на почтовых марках СССР и Украины, а также непочтовых марках и фальсификаты оригинальных рисунков.
Марки надпечатывались от имени Крыма, Донбасса, Полесья, Закарпатья и других регионов Украины, а также от имени украинских городов, например Чернобыля, Феодосии, Сум, Миргорода и других. Надпечатки представляли собой, в основном, изображение трезубца, нового номинала и надписи «Пошта України» или названия города. Встречались и оригинальные надпечатки, например, «50 років визволення Донбасу 08.09.1993 р.», «150 років Великоанадольскому лісу 23.09.93», «Львів 50 років 14 дивізіі СС-Галичина пошта 1994» и другие. В 1994 году вышли марки с надпечаткой неких «Украинских антарктических территорий», а также «почты» Черноморского флота.
В 1993 году была выпущена серия из семи марок так называемой «Гуляйпольской республики» (укр. Гуляйпільська республіка) с портретом Нестора Махно. В том же году была выпущена серия из 10 марок, посвящённая 75-летию провозглашения Лемковской республики, с изображениями чабана, трембиты и национальными орнаментами.
Почтовая администрация Украины неоднократно уведомляла соответствующие органы ВПС о нелегитимных марках, изданных якобы от её имени и продаваемых на филателистическом рынке в спекулятивных целях.
| Фальсификаты, выпущенные от имени Крыма (1993?)              | Фальсификаты, выпущенные от имени Крыма (1993?) |
| ------------------------------------------------------------ | ----------------------------------------------- |
|                                                              |                                                 |
| Надпечатки на стандартных марках СССР 12-го и 13-го выпусков |                                                 |

## Развитие филателии

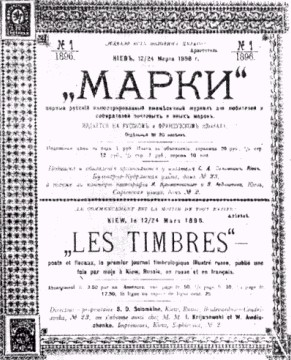
Журнал «Марки» (№ 1, 1896) — печатный орган Московского общества собирателей почтовых марок (с 1896) и Киевского кружка собирателей почтовых марок (1898—1901)

### Ранний период
Первый филателистический журнал в Российской империи «Марки» стал издаваться в Киеве в 1896 году. Начиная с третьего номера того же года журнал перешёл под эгиду Московского общества собирателей почтовых марок, а с 1898 по 1901 год был органом Киевского кружка собирателей почтовых марок.
В XX веке отдельные выставки украинских филателистов и почтовых марок Украины происходили относительно редко, особенно до создания в 1966 году массовой филателистической организации в рамках Всесоюзного общества филателистов (ВОФ). В первой половине XX столетия на территории Украины состоялась только одна выставка в Киеве (1928), организованная киевским отделением филателистического общества «Украина», которое существовало в 1920-х годах. В 1927 году в Москве под редакцией Ф. Г. Чучина был издан «Каталог почтовых марок и цельных вещей», посвящённый выпускам Украины. В послевоенные годы в отдельных городах УССР стали возникать филателистические организации и клубы, например, в Киеве (Общество коллекционеров), Одессе (Одесское общество коллекционеров) и Харькове.

Эмблема Союза филателистов Украины

Вне территории Украины первую филателистическую выставку украинских марок организовала в 1951 году в Эдмонтоне (Канада) украинская скаутская организация Пласт. В 1951 и 1952 годах Союз филателистов Украины (СФУ) выставлял оба раздела украинской филателии — государственных и негосударственных знаков почтовой оплаты — в Нью-Йорке, Ньюарке и Филадельфии.
Кроме этих больших выставок, украинские почтовые марки вместе с марками других государств экспонировались на нескольких десятках выставок по всему миру. Первым украинским экспонентом был А. Яковлев, участвовавший на выставке в Бельгии в 1922 году. Кроме него, свои экспонаты на выставках в разное время выставляли такие известные украинские коллекционеры, как Е. Выровой, С. Шрамченко, Ф. Букайло, О. Кочан, К. Лысюк, Е. Котик, Я. Петеш и др., а также иностранные коллекционеры марок Украины и члены СФУ, в том числе А. Арнольд, К. Свенсон, Энгельс, О. Петерс, П. Маврогордато, Люхт, Г. Кёлер, А. Штоманн, Майерганс, Вильсон, Р. Зайхтер, Найман, В. Тойбер, Дудзинский, В. Попов и др.
После организации в 1966 году ВОФ на Украине состоялось немало выставок, но без экспонирования марок УНР. При этом отдельного от ВОФ филателистического общества на Украине не было. Все организованные украинские филателисты являлись членами республиканского Общества филателистов — отделения ВОФ, которое имело в УССР местные организации и клубы и распространяло ежемесячный всесоюзный журнал «Филателия СССР».

### Советский период
В 1969 году в Киеве состоялась I Всесоюзная юношеская филателистическая выставка «100 лет со дня рождения В. И. Ленина». Раз в три года в Киеве проходила международная выставка «Братислава— Киев — Краков». Кроме того, при непосредственном участии Киевского областного отделения ВОФ и Союза словацких филателистов проводились двусторонние филателистические выставки городов-побратимов Киева и Братиславы. Одна из них состоялась в 1975 году в Киеве, где были высказаны пожелания организовать аналогичную выставку в 1977 году в Братиславе и в 1979 году снова в Киеве.
В 1975 году в Киеве проводилась выставка «Укрфила-75». К участию в ней допускались коллекции, получившие золотые медали на местных выставках на территории Украинской ССР.
К середине 1970-х годов Киевское отделение ВОФ создавало клубы коллекционеров на местах по территориально-производственному признаку — в каждом районе столицы Украинской ССР. Благодаря этому, к осени 1975 года большинство киевлян — членов ВОФ было приписано к какому-либо районному клубу.
В апреле 1983 года Украинское республиканское отделение ВОФ стало первым обладателем приза имени Э. Т. Кренкеля. Кроме того, Украинское республиканское отделение было удостоено первой Почётной медали ВОФ.
14 октября 1989 года на VI съезде ВОФ было принято решение о переименовании Всесоюзного общества филателистов в Союз филателистов СССР и о предоставлении широкой самостоятельности организациям Союза. Отделения ВОФ союзных республик, в том числе Украины, а также Москвы и Ленинграда были преобразованы в Союзы филателистов.

### Постсоветский период
26 ноября 1992 года Министерство юстиции Украины зарегистрировало Ассоциацию филателистов Украины (укр. Асоціація філателістів України, АсФУ), созданную в результате переименования Союза филателистов Украины. В 1993 году АсФУ была принята в Международную федерацию филателии.
В постсоветский период украинские филателисты несколько раз предпринимали попытки создания своих периодических изданий. Так, в 1989—2010 годах в Киеве издавался «Український філателістичний вісник». С 1991 по 1998 году АсФУ издавала свой «Бюлетень», а в 1994 году начала выпускать издание «АсФУ-Інформ». В 1991—1992 годах в Днепропетровске вышло три номера журнала «Украинская и Российская Филателия» на русском языке. Десять лет, с 1993 по 2003 год, выходила газета «Юний філателіст», основанная школьниками из села Снятинка Дрогобычского района Львовской области. В 1994 году Львовская краевая организация Украинского филателистического общества им. Агафангела Крымского начало издание журнала «Галицький філателістичний вісник» («Галфілвісник»). В 2003 году журнал из бумажного превратился в электронный. В 1995—1998 годах Закарпатское областное общество филателистов выпускало журнал «Закарпатський Філателіст».

### Зарубежные организации
За рубежом украинские филателисты объединялись в нескольких специальных обществах:
- Союз филателистов Украины в Германии (1920—2005), который издавал журнал нем. «Der Ukraine-Philatelist» (с 1952);
- Украинское обменное общество при журнале «Украинский филателист» в Вене (1925—1939, председатель И. Турин);
- Украинский филателистический клуб во Львове (1927) и там же Украинское филателистическое общество (1928—1929);
- Украинское филателистическое общество в Харбине;
- Союз украинских филателистов и нумизматов (основан в 1951 году как Союз украинских филателистов в Нью-Йорке);
- Союз украинских филателистов Австрии в Вене (основан в 1967 году и имел значительную деятельность в международном масштабе, председатель Ю. Костюк, позднее Б. Яминский);
- Общество украинских филателистов и нумизматов в Монреале (с 1972) и др.[24]